# Lista di asteroidi (9001-10000)
Di seguito una lista di asteroidi dal numero 9001 al 10000 con data di scoperta e scopritore.

## 9001-9100
| Nome                | Designazione provvisoria | Data di scoperta  | Scopritore                           |
| ------------------- | ------------------------ | ----------------- | ------------------------------------ |
| 9001 Slettebak      | 1981 QE2                 | 30 agosto 1981    | E. Bowell                            |
| 9002 Gabrynowicz    | 1981 QV2                 | 23 agosto 1981    | H. Debehogne                         |
| 9003 Ralphmilliken  | 1981 UW21                | 24 ottobre 1981   | S. J. Bus                            |
| 9004 Peekaydee      | 1982 UZ2                 | 22 ottobre 1982   | G. Aldering                          |
| 9005 Sidorova       | 1982 UU5                 | 20 ottobre 1982   | L. G. Karachkina                     |
| 9006 Voytkevych     | 1982 UA7                 | 21 ottobre 1982   | L. G. Karachkina                     |
| 9007 James Bond     | 1983 TE1                 | 5 ottobre 1983    | A. Mrkos                             |
| 9008 Bohšternberk   | 1984 BS                  | 27 gennaio 1984   | A. Mrkos                             |
| 9009 Tirso          | 1984 HJ1                 | 23 aprile 1984    | W. Ferreri, V. Zappalà               |
| 9010 Candelo        | 1984 HM1                 | 27 aprile 1984    | W. Ferreri, V. Zappalà               |
| 9011 Angelou        | 1984 SU                  | 20 settembre 1984 | A. Mrkos                             |
| 9012 Benner         | 1984 UW                  | 26 ottobre 1984   | E. Bowell                            |
| 9013 Sansaturio     | 1985 PA1                 | 14 agosto 1985    | E. Bowell                            |
| 9014 Svyatorichter  | 1985 UG5                 | 22 ottobre 1985   | L. V. Zhuravleva                     |
| 9015 Coe            | 1985 VK                  | 14 novembre 1985  | P. Jensen                            |
| 9016 Henrymoore     | 1986 AE                  | 10 gennaio 1986   | C. S. Shoemaker, E. M. Shoemaker     |
| 9017 Babadzhanyan   | 1986 TW9                 | 2 ottobre 1986    | L. V. Zhuravleva                     |
| 9018 Galache        | 1987 JG                  | 5 maggio 1987     | A. C. Gilmore, P. M. Kilmartin       |
| 9019 Eucommia       | 1987 QF3                 | 28 agosto 1987    | E. W. Elst                           |
| 9020 Eucryphia      | 1987 SG2                 | 19 settembre 1987 | E. W. Elst                           |
| 9021 Fagus          | 1988 CT5                 | 14 febbraio 1988  | E. W. Elst                           |
| 9022 Drake          | 1988 PC1                 | 14 agosto 1988    | C. S. Shoemaker, E. M. Shoemaker     |
| 9023 Mnesthus       | 1988 RG1                 | 10 settembre 1988 | C. S. Shoemaker, E. M. Shoemaker     |
| 9024 Gunnargraps    | 1988 RF9                 | 5 settembre 1988  | H. Debehogne                         |
| 9025 Polanskey      | 1988 SM2                 | 16 settembre 1988 | S. J. Bus                            |
| 9026 Denevi         | 1988 ST2                 | 16 settembre 1988 | S. J. Bus                            |
| 9027 Graps          | 1988 VP5                 | 4 novembre 1988   | A. Mrkos                             |
| 9028 Konrádbeneš    | 1989 BE1                 | 26 gennaio 1989   | A. Mrkos                             |
| 9029 -              | 1989 GM                  | 6 aprile 1989     | E. F. Helin                          |
| 9030 Othryoneus     | 1989 UX5                 | 30 ottobre 1989   | S. J. Bus                            |
| 9031 -              | 1989 WG4                 | 29 novembre 1989  | A. Mrkos                             |
| 9032 Tanakami       | 1989 WK4                 | 23 novembre 1989  | T. Seki                              |
| 9033 Kawane         | 1990 AD                  | 4 gennaio 1990    | M. Akiyama, T. Furuta                |
| 9034 Oleyuria       | 1990 QZ17                | 26 agosto 1990    | L. V. Zhuravleva                     |
| 9035 -              | 1990 SH1                 | 16 settembre 1990 | H. E. Holt                           |
| 9036 -              | 1990 SJ16                | 17 settembre 1990 | H. E. Holt                           |
| 9037 -              | 1990 UJ2                 | 20 ottobre 1990   | A. Sugie                             |
| 9038 Helensteel     | 1990 VE1                 | 12 novembre 1990  | D. I. Steel                          |
| 9039 -              | 1990 WB4                 | 16 novembre 1990  | Y. Mizuno, T. Furuta                 |
| 9040 Flacourtia     | 1991 BH1                 | 18 gennaio 1991   | E. W. Elst                           |
| 9041 Takane         | 1991 CX                  | 9 febbraio 1991   | S. Otomo, O. Muramatsu               |
| 9042 -              | 1991 EN2                 | 11 marzo 1991     | H. Debehogne                         |
| 9043 -              | 1991 EJ4                 | 12 marzo 1991     | H. Debehogne                         |
| 9044 Kaoru          | 1991 KA                  | 18 maggio 1991    | S. Otomo, O. Muramatsu               |
| 9045 -              | 1991 PG15                | 7 agosto 1991     | H. E. Holt                           |
| 9046 -              | 1991 PG17                | 9 agosto 1991     | H. E. Holt                           |
| 9047 -              | 1991 QF                  | 30 agosto 1991    | R. H. McNaught                       |
| 9048 -              | 1991 RD24                | 12 settembre 1991 | H. E. Holt                           |
| 9049 -              | 1991 RQ27                | 12 settembre 1991 | H. E. Holt                           |
| 9050 -              | 1991 RF29                | 13 settembre 1991 | H. E. Holt                           |
| 9051 -              | 1991 UG3                 | 31 ottobre 1991   | S. Ueda, H. Kaneda                   |
| 9052 Uhland         | 1991 UJ4                 | 30 ottobre 1991   | F. Börngen                           |
| 9053 Hamamelis      | 1991 VW5                 | 2 novembre 1991   | E. W. Elst                           |
| 9054 Hippocastanum  | 1991 YO                  | 30 dicembre 1991  | E. W. Elst                           |
| 9055 Edvardsson     | 1992 DP8                 | 29 febbraio 1992  | UESAC                                |
| 9056 Piskunov       | 1992 EQ14                | 1 marzo 1992      | UESAC                                |
| 9057 -              | 1992 HA5                 | 24 aprile 1992    | H. Debehogne                         |
| 9058 -              | 1992 JB                  | 1 maggio 1992     | J. Alu, K. J. Lawrence               |
| 9059 Dumas          | 1992 PJ                  | 8 agosto 1992     | E. W. Elst                           |
| 9060 Toyokawa       | 1992 RM                  | 4 settembre 1992  | S. Otomo                             |
| 9061 -              | 1992 WC3                 | 18 novembre 1992  | A. Sugie                             |
| 9062 Ohnishi        | 1992 WO5                 | 27 novembre 1992  | T. Seki                              |
| 9063 Washi          | 1992 YS                  | 17 dicembre 1992  | T. Seki                              |
| 9064 Johndavies     | 1993 BH8                 | 21 gennaio 1993   | Spacewatch                           |
| 9065 -              | 1993 FN1                 | 25 marzo 1993     | S. Ueda, H. Kaneda                   |
| 9066 -              | 1993 FR34                | 19 marzo 1993     | UESAC                                |
| 9067 Katsuno        | 1993 HR                  | 16 aprile 1993    | K. Endate, K. Watanabe               |
| 9068 -              | 1993 OD                  | 16 luglio 1993    | E. F. Helin                          |
| 9069 Hovland        | 1993 OV                  | 16 luglio 1993    | E. F. Helin                          |
| 9070 Ensab          | 1993 OZ2                 | 23 luglio 1993    | C. S. Shoemaker, D. H. Levy          |
| 9071 Coudenberghe   | 1993 OB13                | 19 luglio 1993    | E. W. Elst                           |
| 9072 -              | 1993 RX3                 | 12 settembre 1993 | PCAS                                 |
| 9073 Yoshinori      | 1994 ER                  | 4 marzo 1994      | T. Kobayashi                         |
| 9074 Yosukeyoshida  | 1994 FZ                  | 31 marzo 1994     | K. Endate, K. Watanabe               |
| 9075 -              | 1994 GD9                 | 14 aprile 1994    | E. F. Helin                          |
| 9076 Shinsaku       | 1994 JT                  | 8 maggio 1994     | A. Nakamura                          |
| 9077 Ildo           | 1994 NC                  | 3 luglio 1994     | Osservatorio di Farra d'Isonzo       |
| 9078 -              | 1994 PB2                 | 9 agosto 1994     | PCAS                                 |
| 9079 Gesner         | 1994 PC34                | 10 agosto 1994    | E. W. Elst                           |
| 9080 Takayanagi     | 1994 TP                  | 2 ottobre 1994    | K. Endate, K. Watanabe               |
| 9081 Hideakianno    | 1994 VY                  | 3 novembre 1994   | A. Nakamura                          |
| 9082 Leonardmartin  | 1994 VR6                 | 4 novembre 1994   | C. S. Shoemaker, E. M. Shoemaker     |
| 9083 Ramboehm       | 1994 WC4                 | 28 novembre 1994  | C. S. Shoemaker, D. H. Levy          |
| 9084 Achristou      | 1995 CS1                 | 3 febbraio 1995   | D. J. Asher                          |
| 9085 -              | 1995 QH2                 | 24 agosto 1995    | Y. Shimizu, T. Urata                 |
| 9086 -              | 1995 SA3                 | 20 settembre 1995 | S. Ueda, H. Kaneda                   |
| 9087 Neff           | 1995 SN3                 | 29 settembre 1995 | Osservatorio di Kleť                 |
| 9088 Maki           | 1995 SX3                 | 20 settembre 1995 | K. Endate, K. Watanabe               |
| 9089 -              | 1995 UC7                 | 26 ottobre 1995   | Y. Shimizu, T. Urata                 |
| 9090 Chirotenmondai | 1995 UW8                 | 28 ottobre 1995   | K. Endate, K. Watanabe               |
| 9091 Ishidatakaki   | 1995 VK                  | 2 novembre 1995   | T. Kobayashi                         |
| 9092 Nanyang        | 1995 VU18                | 4 novembre 1995   | Beijing Schmidt CCD Asteroid Program |
| 9093 Sorada         | 1995 WA                  | 16 novembre 1995  | T. Kobayashi                         |
| 9094 Butsuen        | 1995 WH                  | 16 novembre 1995  | T. Kobayashi                         |
| 9095 -              | 1995 WT2                 | 16 novembre 1995  | S. Ueda, H. Kaneda                   |
| 9096 Tamotsu        | 1995 XE1                 | 15 dicembre 1995  | T. Kobayashi                         |
| 9097 Davidschlag    | 1996 AU1                 | 14 gennaio 1996   | Osservatorio di Linz                 |
| 9098 Toshihiko      | 1996 BQ3                 | 27 gennaio 1996   | T. Kobayashi                         |
| 9099 Kenjitanabe    | 1996 VN3                 | 6 novembre 1996   | T. Kobayashi                         |
| 9100 Tomohisa       | 1996 XU1                 | 2 dicembre 1996   | T. Kobayashi                         |

## 9101-9200
| Nome                  | Designazione provvisoria | Data di scoperta  | Scopritore                                             |
| --------------------- | ------------------------ | ----------------- | ------------------------------------------------------ |
| 9101 Rossiglione      | 1996 XG2                 | 3 dicembre 1996   | Osservatorio di Farra d'Isonzo                         |
| 9102 Foglar           | 1996 XS18                | 12 dicembre 1996  | M. Tichý, Z. Moravec                                   |
| 9103 Komatsubara      | 1996 XW30                | 14 dicembre 1996  | T. Kobayashi                                           |
| 9104 Matsuo           | 1996 YB                  | 20 dicembre 1996  | T. Kobayashi                                           |
| 9105 Matsumura        | 1997 AU                  | 2 gennaio 1997    | T. Kobayashi                                           |
| 9106 Yatagarasu       | 1997 AY1                 | 3 gennaio 1997    | T. Kobayashi                                           |
| 9107 Narukospa        | 1997 AE4                 | 6 gennaio 1997    | T. Kobayashi                                           |
| 9108 Toruyusa         | 1997 AZ6                 | 9 gennaio 1997    | T. Kobayashi                                           |
| 9109 Yukomotizuki     | 1997 AH7                 | 9 gennaio 1997    | T. Kobayashi                                           |
| 9110 Choukai          | 1997 AM19                | 13 gennaio 1997   | T. Okuni                                               |
| 9111 Matarazzo        | 1997 BD2                 | 28 gennaio 1997   | P. Sicoli, F. Manca                                    |
| 9112 Hatsulars        | 1997 BU3                 | 31 gennaio 1997   | T. Kobayashi                                           |
| 9113 -                | 1997 CN5                 | 3 febbraio 1997   | Y. Shimizu, T. Urata                                   |
| 9114 Hatakeyama       | 1997 CU19                | 12 febbraio 1997  | T. Kobayashi                                           |
| 9115 Battisti         | 1997 DG                  | 27 febbraio 1997  | P. Sicoli, F. Manca                                    |
| 9116 Billhamilton     | 1997 ES40                | 7 marzo 1997      | M. W. Buie                                             |
| 9117 Aude             | 1997 FR1                 | 27 marzo 1997     | D. Morata, S. Morata                                   |
| 9118 -                | 1997 GD20                | 5 aprile 1997     | LINEAR                                                 |
| 9119 Georgpeuerbach   | 1998 DT                  | 18 febbraio 1998  | Osservatorio di Linz                                   |
| 9120 -                | 1998 DR8                 | 22 febbraio 1998  | Beijing Schmidt CCD Asteroid Program                   |
| 9121 Stefanovalentini | 1998 DJ11                | 24 febbraio 1998  | V. S. Casulli                                          |
| 9122 Hunten           | 1998 FZ8                 | 22 marzo 1998     | Spacewatch                                             |
| 9123 Yoshiko          | 1998 FQ11                | 24 marzo 1998     | T. Kagawa                                              |
| 9124 -                | 1998 FR60                | 20 marzo 1998     | LINEAR                                                 |
| 9125 -                | 1998 FT62                | 20 marzo 1998     | LINEAR                                                 |
| 9126 Samcoulson       | 1998 FR64                | 20 marzo 1998     | LINEAR                                                 |
| 9127 Brucekoehn       | 1998 HX51                | 30 aprile 1998    | LONEOS                                                 |
| 9128 Takatumuzi       | 1998 HQ52                | 30 aprile 1998    | T. Okuni                                               |
| 9129 -                | 1998 HU144               | 21 aprile 1998    | LINEAR                                                 |
| 9130 Galois           | 1998 HQ148               | 25 aprile 1998    | E. W. Elst                                             |
| 9131 -                | 1998 JV                  | 1 maggio 1998     | NEAT                                                   |
| 9132 Walteranderson   | 2821 P-L                 | 24 settembre 1960 | C. J. van Houten, I. van Houten-Groeneveld, T. Gehrels |
| 9133 d'Arrest         | 3107 P-L                 | 25 settembre 1960 | C. J. van Houten, I. van Houten-Groeneveld, T. Gehrels |
| 9134 Encke            | 4822 P-L                 | 24 settembre 1960 | C. J. van Houten, I. van Houten-Groeneveld, T. Gehrels |
| 9135 Lacaille         | 7609 P-L                 | 17 ottobre 1960   | C. J. van Houten, I. van Houten-Groeneveld, T. Gehrels |
| 9136 Lalande          | 4886 T-1                 | 13 maggio 1971    | C. J. van Houten, I. van Houten-Groeneveld, T. Gehrels |
| 9137 Remo             | 2114 T-2                 | 29 settembre 1973 | C. J. van Houten, I. van Houten-Groeneveld, T. Gehrels |
| 9138 Murdoch          | 2280 T-2                 | 29 settembre 1973 | C. J. van Houten, I. van Houten-Groeneveld, T. Gehrels |
| 9139 Barrylasker      | 4180 T-2                 | 29 settembre 1973 | C. J. van Houten, I. van Houten-Groeneveld, T. Gehrels |
| 9140 Deni             | 4195 T-3                 | 16 ottobre 1977   | C. J. van Houten, I. van Houten-Groeneveld, T. Gehrels |
| 9141 Kapur            | 5174 T-3                 | 16 ottobre 1977   | C. J. van Houten, I. van Houten-Groeneveld, T. Gehrels |
| 9142 Rhesus           | 5191 T-3                 | 16 ottobre 1977   | C. J. van Houten, I. van Houten-Groeneveld, T. Gehrels |
| 9143 Burkhead         | 1955 SF                  | 16 settembre 1955 | Università dell'Indiana                                |
| 9144 Hollisjohnson    | 1955 UN1                 | 25 ottobre 1955   | Università dell'Indiana                                |
| 9145 Shustov          | 1976 GG3                 | 1 aprile 1976     | N. S. Chernykh                                         |
| 9146 Tulikov          | 1976 YG1                 | 16 dicembre 1976  | L. I. Chernykh                                         |
| 9147 Kourakuen        | 1977 DD1                 | 18 febbraio 1977  | H. Kosai, K. Hurukawa                                  |
| 9148 Boriszaitsev     | 1977 EL1                 | 13 marzo 1977     | N. S. Chernykh                                         |
| 9149 -                | 1977 TD1                 | 12 ottobre 1977   | P. Wild                                                |
| 9150 Zavolokin        | 1978 SE1                 | 27 settembre 1978 | L. I. Chernykh                                         |
| 9151 Kettnergriswold  | 1979 MQ8                 | 25 giugno 1979    | E. F. Helin, S. J. Bus                                 |
| 9152 Combe            | 1980 VZ2                 | 1 novembre 1980   | S. J. Bus                                              |
| 9153 Chikurinji       | 1981 UD2                 | 30 ottobre 1981   | H. Kosai, K. Hurukawa                                  |
| 9154 Kol'tsovo        | 1982 SP6                 | 16 settembre 1982 | L. I. Chernykh                                         |
| 9155 Verkhodanov      | 1982 SM7                 | 18 settembre 1982 | N. S. Chernykh                                         |
| 9156 Malanin          | 1982 TQ2                 | 15 ottobre 1982   | L. V. Zhuravleva                                       |
| 9157 -                | 1983 RB4                 | 2 settembre 1983  | N. G. Thomas                                           |
| 9158 Platè            | 1984 MR                  | 25 giugno 1984    | T. M. Smirnova                                         |
| 9159 McDonnell        | 1984 UD3                 | 26 ottobre 1984   | E. Bowell                                              |
| 9160 -                | 1986 UH3                 | 28 ottobre 1986   | Z. Vávrová                                             |
| 9161 Beaufort         | 1987 BZ1                 | 26 gennaio 1987   | E. W. Elst                                             |
| 9162 Kwiila           | 1987 OA                  | 29 luglio 1987    | J. Mueller                                             |
| 9163 -                | 1987 RB1                 | 13 settembre 1987 | H. Debehogne                                           |
| 9164 Colbert          | 1987 SQ                  | 19 settembre 1987 | E. Bowell                                              |
| 9165 Raup             | 1987 SJ3                 | 27 settembre 1987 | C. S. Shoemaker, E. M. Shoemaker                       |
| 9166 -                | 1987 SC6                 | 21 settembre 1987 | Z. Vávrová                                             |
| 9167 Kharkiv          | 1987 SS17                | 18 settembre 1987 | L. I. Chernykh                                         |
| 9168 Sarov            | 1987 ST17                | 18 settembre 1987 | L. I. Chernykh                                         |
| 9169 -                | 1988 TL1                 | 13 ottobre 1988   | S. Ueda, H. Kaneda                                     |
| 9170 -                | 1988 TG5                 | 3 ottobre 1988    | S. Ueda, H. Kaneda                                     |
| 9171 Carolyndiane     | 1989 GD5                 | 4 aprile 1989     | E. W. Elst                                             |
| 9172 Abhramu          | 1989 OB                  | 29 luglio 1989    | C. S. Shoemaker, E. M. Shoemaker                       |
| 9173 Viola Castello   | 1989 TZ15                | 4 ottobre 1989    | H. Debehogne                                           |
| 9174 -                | 1989 WC3                 | 27 novembre 1989  | Y. Oshima                                              |
| 9175 Graun            | 1990 OO2                 | 29 luglio 1990    | H. E. Holt                                             |
| 9176 Struchkova       | 1990 VC15                | 15 novembre 1990  | L. I. Chernykh                                         |
| 9177 Donsaari         | 1990 YA                  | 18 dicembre 1990  | E. F. Helin                                            |
| 9178 Momoyo           | 1991 DU                  | 23 febbraio 1991  | S. Inoda, T. Urata                                     |
| 9179 Satchmo          | 1991 EM1                 | 13 marzo 1991     | Osservatorio di Oak Ridge                              |
| 9180 Samsagan         | 1991 GQ                  | 8 aprile 1991     | E. F. Helin                                            |
| 9181 -                | 1991 NP2                 | 14 luglio 1991    | H. E. Holt                                             |
| 9182 -                | 1991 NB4                 | 8 luglio 1991     | H. Debehogne                                           |
| 9183 -                | 1991 OW                  | 18 luglio 1991    | H. E. Holt                                             |
| 9184 Vasilij          | 1991 PJ3                 | 2 agosto 1991     | E. W. Elst                                             |
| 9185 -                | 1991 PX17                | 7 agosto 1991     | H. E. Holt                                             |
| 9186 Fumikotsukimoto  | 1991 RZ1                 | 7 settembre 1991  | E. F. Helin                                            |
| 9187 Walterkröll      | 1991 RD4                 | 12 settembre 1991 | L. D. Schmadel, F. Börngen                             |
| 9188 -                | 1991 RM15                | 15 settembre 1991 | H. E. Holt                                             |
| 9189 Hölderlin        | 1991 RH41                | 10 settembre 1991 | F. Börngen                                             |
| 9190 Masako           | 1991 VR1                 | 4 novembre 1991   | Y. Kushida, O. Muramatsu                               |
| 9191 Hokuto           | 1991 XU                  | 13 dicembre 1991  | S. Otomo                                               |
| 9192 -                | 1992 AR1                 | 14 gennaio 1992   | S. Ueda, H. Kaneda                                     |
| 9193 Geoffreycopland  | 1992 ED1                 | 10 marzo 1992     | D. I. Steel                                            |
| 9194 Ananoff          | 1992 OV2                 | 26 luglio 1992    | E. W. Elst                                             |
| 9195 -                | 1992 OF9                 | 26 luglio 1992    | H. Debehogne, Á. López-G.                              |
| 9196 Sukagawa         | 1992 WP5                 | 27 novembre 1992  | T. Seki                                                |
| 9197 Endo             | 1992 WH8                 | 24 novembre 1992  | M. Hirasawa, S. Suzuki                                 |
| 9198 Sasagamine       | 1993 BJ3                 | 25 gennaio 1993   | T. Seki                                                |
| 9199 -                | 1993 FO1                 | 25 marzo 1993     | S. Ueda, H. Kaneda                                     |
| 9200 -                | 1993 FK21                | 21 marzo 1993     | UESAC                                                  |

## 9201-9300
| Nome                  | Designazione provvisoria | Data di scoperta  | Scopritore                                             |
| --------------------- | ------------------------ | ----------------- | ------------------------------------------------------ |
| 9201 -                | 1993 FU39                | 19 marzo 1993     | UESAC                                                  |
| 9202 -                | 1993 PB                  | 13 agosto 1993    | Spacewatch                                             |
| 9203 Myrtus           | 1993 TM16                | 9 ottobre 1993    | E. W. Elst                                             |
| 9204 Mörike           | 1994 PZ1                 | 4 agosto 1994     | F. Börngen                                             |
| 9205 Eddywally        | 1994 PO9                 | 10 agosto 1994    | E. W. Elst                                             |
| 9206 Yanaikeizo       | 1994 RQ                  | 1 settembre 1994  | K. Endate, K. Watanabe                                 |
| 9207 Petersmith       | 1994 SF12                | 29 settembre 1994 | Spacewatch                                             |
| 9208 Takanotoshi      | 1994 TX2                 | 2 ottobre 1994    | K. Endate, K. Watanabe                                 |
| 9209 -                | 1994 UK1                 | 25 ottobre 1994   | S. Ueda, H. Kaneda                                     |
| 9210 -                | 1995 BW2                 | 27 gennaio 1995   | S. Ueda, H. Kaneda                                     |
| 9211 Neese            | 1995 SB27                | 19 settembre 1995 | Spacewatch                                             |
| 9212 Kanamaru         | 1995 UR3                 | 20 ottobre 1995   | T. Kobayashi                                           |
| 9213 -                | 1995 UX5                 | 21 ottobre 1995   | S. Ueda, H. Kaneda                                     |
| 9214 -                | 1995 UC6                 | 21 ottobre 1995   | S. Ueda, H. Kaneda                                     |
| 9215 Taiyonoto        | 1995 UB45                | 28 ottobre 1995   | K. Endate, K. Watanabe                                 |
| 9216 Masuzawa         | 1995 VS                  | 1 novembre 1995   | S. Otomo                                               |
| 9217 Kitagawa         | 1995 WN                  | 16 novembre 1995  | T. Kobayashi                                           |
| 9218 Ishiikazuo       | 1995 WV2                 | 20 novembre 1995  | T. Kobayashi                                           |
| 9219 -                | 1995 WO8                 | 18 novembre 1995  | Y. Shimizu, T. Urata                                   |
| 9220 Yoshidayama      | 1995 XL1                 | 15 dicembre 1995  | T. Kobayashi                                           |
| 9221 Wuliangyong      | 1995 XP2                 | 2 dicembre 1995   | Beijing Schmidt CCD Asteroid Program                   |
| 9222 Chubey           | 1995 YM                  | 19 dicembre 1995  | T. Kobayashi                                           |
| 9223 Leifandersson    | 1995 YY7                 | 18 dicembre 1995  | Spacewatch                                             |
| 9224 Železný          | 1996 AE                  | 10 gennaio 1996   | M. Tichý, Z. Moravec                                   |
| 9225 Daiki            | 1996 AU                  | 10 gennaio 1996   | T. Kobayashi                                           |
| 9226 Arimahiroshi     | 1996 AB1                 | 12 gennaio 1996   | T. Kobayashi                                           |
| 9227 Ashida           | 1996 BO2                 | 26 gennaio 1996   | T. Kobayashi                                           |
| 9228 Nakahiroshi      | 1996 CG1                 | 11 febbraio 1996  | T. Kobayashi                                           |
| 9229 Matsuda          | 1996 DJ1                 | 20 febbraio 1996  | K. Endate, K. Watanabe                                 |
| 9230 Yasuda           | 1996 YY2                 | 29 dicembre 1996  | N. Sato                                                |
| 9231 Shimaken         | 1997 BB2                 | 29 gennaio 1997   | T. Kobayashi                                           |
| 9232 Miretti          | 1997 BG8                 | 31 gennaio 1997   | V. Goretti                                             |
| 9233 Itagijun         | 1997 CC1                 | 1 febbraio 1997   | T. Kobayashi                                           |
| 9234 Matsumototaku    | 1997 CH4                 | 3 febbraio 1997   | T. Kobayashi                                           |
| 9235 Shimanamikaido   | 1997 CT21                | 9 febbraio 1997   | A. Nakamura                                            |
| 9236 Obermair         | 1997 EV32                | 12 marzo 1997     | E. Meyer                                               |
| 9237 -                | 1997 GY7                 | 2 aprile 1997     | LINEAR                                                 |
| 9238 Yavapai          | 1997 HO2                 | 28 aprile 1997    | P. G. Comba                                            |
| 9239 van Riebeeck     | 1997 JP15                | 3 maggio 1997     | E. W. Elst                                             |
| 9240 Nassau           | 1997 KR3                 | 31 maggio 1997    | Spacewatch                                             |
| 9241 Rosfranklin      | 1997 PE6                 | 10 agosto 1997    | J. Broughton                                           |
| 9242 Olea             | 1998 CS3                 | 6 febbraio 1998   | E. W. Elst                                             |
| 9243 Alag             | 1998 FF68                | 20 marzo 1998     | LINEAR                                                 |
| 9244 Višnjan          | 1998 HV7                 | 21 aprile 1998    | K. Korlević, P. Radovan                                |
| 9245 -                | 1998 HF101               | 21 aprile 1998    | LINEAR                                                 |
| 9246 Niemeyer         | 1998 HB149               | 25 aprile 1998    | E. W. Elst                                             |
| 9247 -                | 1998 MO19                | 23 giugno 1998    | LINEAR                                                 |
| 9248 Sauer            | 4593 P-L                 | 24 settembre 1960 | C. J. van Houten, I. van Houten-Groeneveld, T. Gehrels |
| 9249 Yen              | 4606 P-L                 | 24 settembre 1960 | C. J. van Houten, I. van Houten-Groeneveld, T. Gehrels |
| 9250 Chamberlin       | 4643 P-L                 | 24 settembre 1960 | C. J. van Houten, I. van Houten-Groeneveld, T. Gehrels |
| 9251 Harch            | 4896 P-L                 | 26 settembre 1960 | C. J. van Houten, I. van Houten-Groeneveld, T. Gehrels |
| 9252 Goddard          | 9058 P-L                 | 17 ottobre 1960   | C. J. van Houten, I. van Houten-Groeneveld, T. Gehrels |
| 9253 Oberth           | 1171 T-1                 | 25 marzo 1971     | C. J. van Houten, I. van Houten-Groeneveld, T. Gehrels |
| 9254 Shunkai          | 2151 T-1                 | 25 marzo 1971     | C. J. van Houten, I. van Houten-Groeneveld, T. Gehrels |
| 9255 Inoutadataka     | 3174 T-1                 | 26 marzo 1971     | C. J. van Houten, I. van Houten-Groeneveld, T. Gehrels |
| 9256 Tsukamoto        | 1324 T-2                 | 29 settembre 1973 | C. J. van Houten, I. van Houten-Groeneveld, T. Gehrels |
| 9257 Kunisuke         | 1552 T-2                 | 24 settembre 1973 | C. J. van Houten, I. van Houten-Groeneveld, T. Gehrels |
| 9258 Johnpauljones    | 2137 T-2                 | 29 settembre 1973 | C. J. van Houten, I. van Houten-Groeneveld, T. Gehrels |
| 9259 Janvanparadijs   | 2189 T-2                 | 29 settembre 1973 | C. J. van Houten, I. van Houten-Groeneveld, T. Gehrels |
| 9260 Edwardolson      | 1953 TA1                 | 8 ottobre 1953    | Università dell'Indiana                                |
| 9261 Peggythomson     | 1953 TD1                 | 8 ottobre 1953    | Università dell'Indiana                                |
| 9262 Bordovitsyna     | 1973 RF                  | 6 settembre 1973  | T. M. Smirnova                                         |
| 9263 Khariton         | 1976 SX5                 | 24 settembre 1976 | N. S. Chernykh                                         |
| 9264 -                | 1978 OQ                  | 28 luglio 1978    | Osservatorio di Perth                                  |
| 9265 Ekman            | 1978 RC9                 | 2 settembre 1978  | C.-I. Lagerkvist                                       |
| 9266 Holger           | 1978 RD10                | 2 settembre 1978  | C.-I. Lagerkvist                                       |
| 9267 Lokrume          | 1978 RL10                | 2 settembre 1978  | C.-I. Lagerkvist                                       |
| 9268 Jeremihschneider | 1978 VZ2                 | 7 novembre 1978   | E. F. Helin, S. J. Bus                                 |
| 9269 Peterolufemi     | 1978 VW6                 | 7 novembre 1978   | E. F. Helin, S. J. Bus                                 |
| 9270 Sherryjennings   | 1978 VO8                 | 7 novembre 1978   | E. F. Helin, S. J. Bus                                 |
| 9271 Trimble          | 1978 VT8                 | 7 novembre 1978   | E. F. Helin, S. J. Bus                                 |
| 9272 Liseleje         | 1979 KQ                  | 19 maggio 1979    | R. M. West                                             |
| 9273 Schloerb         | 1979 QW3                 | 22 agosto 1979    | C.-I. Lagerkvist                                       |
| 9274 Amylovell        | 1980 FF3                 | 16 marzo 1980     | C.-I. Lagerkvist                                       |
| 9275 Persson          | 1980 FS3                 | 16 marzo 1980     | C.-I. Lagerkvist                                       |
| 9276 Timgrove         | 1980 RB8                 | 13 settembre 1980 | S. J. Bus                                              |
| 9277 Togashi          | 1980 TT3                 | 9 ottobre 1980    | C. S. Shoemaker, E. M. Shoemaker                       |
| 9278 Matera           | 1981 EM1                 | 7 marzo 1981      | H. Debehogne, G. DeSanctis                             |
| 9279 Seager           | 1981 EY12                | 1 marzo 1981      | S. J. Bus                                              |
| 9280 Stevenjoy        | 1981 EQ14                | 1 marzo 1981      | S. J. Bus                                              |
| 9281 Weryk            | 1981 EJ15                | 1 marzo 1981      | S. J. Bus                                              |
| 9282 Lucylim          | 1981 EP16                | 6 marzo 1981      | S. J. Bus                                              |
| 9283 Martinelvis      | 1981 EY17                | 2 marzo 1981      | S. J. Bus                                              |
| 9284 Juansanchez      | 1981 ED24                | 7 marzo 1981      | S. J. Bus                                              |
| 9285 Le Corre         | 1981 EL24                | 2 marzo 1981      | S. J. Bus                                              |
| 9286 Patricktaylor    | 1981 ED35                | 2 marzo 1981      | S. J. Bus                                              |
| 9287 Klima            | 1981 ER43                | 6 marzo 1981      | S. J. Bus                                              |
| 9288 Santos-Sanz      | 1981 EV46                | 2 marzo 1981      | S. J. Bus                                              |
| 9289 Balau            | 1981 QR3                 | 26 agosto 1981    | H. Debehogne                                           |
| 9290 -                | 1981 TT                  | 6 ottobre 1981    | Z. Vávrová                                             |
| 9291 Alanburdick      | 1982 QO                  | 17 agosto 1982    | Osservatorio di Oak Ridge                              |
| 9292 -                | 1982 UE2                 | 16 ottobre 1982   | A. Mrkos                                               |
| 9293 Kamogata         | 1982 XQ1                 | 13 dicembre 1982  | H. Kosai, K. Hurukawa                                  |
| 9294 -                | 1983 EV                  | 10 marzo 1983     | E. Barr                                                |
| 9295 Donaldyoung      | 1983 RT1                 | 2 settembre 1983  | E. Bowell                                              |
| 9296 -                | 1983 RB2                 | 5 settembre 1983  | Z. Vávrová                                             |
| 9297 Marchuk          | 1984 MP                  | 25 giugno 1984    | T. M. Smirnova                                         |
| 9298 Geake            | 1985 JM                  | 15 maggio 1985    | E. Bowell                                              |
| 9299 Vinceteri        | 1985 JG2                 | 13 maggio 1985    | C. S. Shoemaker, E. M. Shoemaker                       |
| 9300 Johannes         | 1985 PS                  | 14 agosto 1985    | E. Bowell                                              |

## 9301-9400
| Nome                | Designazione provvisoria | Data di scoperta  | Scopritore                  |
| ------------------- | ------------------------ | ----------------- | --------------------------- |
| 9301 -              | 1985 RB4                 | 10 settembre 1985 | H. Debehogne                |
| 9302 -              | 1985 TB3                 | 12 ottobre 1985   | P. Wild                     |
| 9303 -              | 1986 QH3                 | 29 agosto 1986    | H. Debehogne                |
| 9304 -              | 1986 RA5                 | 1 settembre 1986  | H. Debehogne                |
| 9305 Hazard         | 1986 TR1                 | 7 ottobre 1986    | E. Bowell                   |
| 9306 Pittosporum    | 1987 CG                  | 2 febbraio 1987   | E. W. Elst                  |
| 9307 Regiomontanus  | 1987 QS                  | 21 agosto 1987    | F. Börngen                  |
| 9308 Randyrose      | 1987 SD4                 | 21 settembre 1987 | E. Bowell                   |
| 9309 Platanus       | 1987 SS9                 | 20 settembre 1987 | E. W. Elst                  |
| 9310 -              | 1987 SV12                | 18 settembre 1987 | H. Debehogne                |
| 9311 -              | 1987 UV1                 | 25 ottobre 1987   | S. Ueda, H. Kaneda          |
| 9312 -              | 1987 VE2                 | 15 novembre 1987  | S. Ueda, H. Kaneda          |
| 9313 Protea         | 1988 CH3                 | 13 febbraio 1988  | E. W. Elst                  |
| 9314 -              | 1988 DJ1                 | 19 febbraio 1988  | Y. Oshima                   |
| 9315 Weigel         | 1988 PP2                 | 13 agosto 1988    | F. Börngen                  |
| 9316 Rhamnus        | 1988 PX2                 | 12 agosto 1988    | E. W. Elst                  |
| 9317 -              | 1988 RO4                 | 1 settembre 1988  | H. Debehogne                |
| 9318 -              | 1988 RG9                 | 6 settembre 1988  | H. Debehogne                |
| 9319 Hartzell       | 1988 RV11                | 14 settembre 1988 | S. J. Bus                   |
| 9320 -              | 1988 VN3                 | 11 novembre 1988  | Y. Oshima                   |
| 9321 Alexkonopliv   | 1989 AK                  | 5 gennaio 1989    | T. Kojima                   |
| 9322 Lindenau       | 1989 AC7                 | 10 gennaio 1989   | F. Börngen                  |
| 9323 Hirohisasato   | 1989 CV1                 | 11 febbraio 1989  | T. Seki                     |
| 9324 -              | 1989 CH4                 | 7 febbraio 1989   | S. Ueda, H. Kaneda          |
| 9325 Stonehenge     | 1989 GG4                 | 3 aprile 1989     | E. W. Elst                  |
| 9326 Ruta           | 1989 SP2                 | 26 settembre 1989 | E. W. Elst                  |
| 9327 Duerbeck       | 1989 SW2                 | 26 settembre 1989 | E. W. Elst                  |
| 9328 -              | 1990 DL3                 | 24 febbraio 1990  | H. Debehogne                |
| 9329 Nikolaimedtner | 1990 EO                  | 2 marzo 1990      | E. W. Elst                  |
| 9330 -              | 1990 EF7                 | 3 marzo 1990      | H. Debehogne                |
| 9331 Fannyhensel    | 1990 QM9                 | 16 agosto 1990    | E. W. Elst                  |
| 9332 -              | 1990 SB1                 | 16 settembre 1990 | H. E. Holt                  |
| 9333 Hiraimasa      | 1990 TK3                 | 15 ottobre 1990   | K. Endate, K. Watanabe      |
| 9334 Moesta         | 1990 UU3                 | 16 ottobre 1990   | E. W. Elst                  |
| 9335 -              | 1991 AA1                 | 10 gennaio 1991   | Y. Kushida, O. Muramatsu    |
| 9336 Altenburg      | 1991 AY2                 | 15 gennaio 1991   | F. Börngen                  |
| 9337 -              | 1991 FO1                 | 17 marzo 1991     | H. Debehogne                |
| 9338 -              | 1991 FL4                 | 25 marzo 1991     | H. Debehogne                |
| 9339 Kimnovak       | 1991 GT5                 | 8 aprile 1991     | E. W. Elst                  |
| 9340 Williamholden  | 1991 LW1                 | 6 giugno 1991     | E. W. Elst                  |
| 9341 Gracekelly     | 1991 PH2                 | 2 agosto 1991     | E. W. Elst                  |
| 9342 Carygrant      | 1991 PJ7                 | 6 agosto 1991     | E. W. Elst                  |
| 9343 -              | 1991 PO11                | 9 agosto 1991     | H. E. Holt                  |
| 9344 Klopstock      | 1991 RB4                 | 12 settembre 1991 | F. Börngen                  |
| 9345 -              | 1991 RA10                | 12 settembre 1991 | H. E. Holt                  |
| 9346 Fernandel      | 1991 RN11                | 4 settembre 1991  | E. W. Elst                  |
| 9347 -              | 1991 RY21                | 15 settembre 1991 | H. E. Holt                  |
| 9348 -              | 1991 RH25                | 11 settembre 1991 | H. E. Holt                  |
| 9349 Lucas          | 1991 SX                  | 30 settembre 1991 | R. H. McNaught              |
| 9350 Waseda         | 1991 TH2                 | 13 ottobre 1991   | M. Hirasawa, S. Suzuki      |
| 9351 Neumayer       | 1991 TH6                 | 2 ottobre 1991    | L. D. Schmadel, F. Börngen  |
| 9352 -              | 1991 UB4                 | 31 ottobre 1991   | S. Ueda, H. Kaneda          |
| 9353 -              | 1991 VM4                 | 9 novembre 1991   | A. Sugie                    |
| 9354 -              | 1991 VF7                 | 11 novembre 1991  | S. Ueda, H. Kaneda          |
| 9355 -              | 1991 XO2                 | 5 dicembre 1991   | S. Ueda, H. Kaneda          |
| 9356 Elineke        | 1991 YV                  | 30 dicembre 1991  | E. W. Elst                  |
| 9357 Venezuela      | 1992 AT3                 | 11 gennaio 1992   | O. A. Naranjo               |
| 9358 Fårö           | 1992 DN7                 | 29 febbraio 1992  | UESAC                       |
| 9359 Fleringe       | 1992 ED11                | 6 marzo 1992      | UESAC                       |
| 9360 -              | 1992 EV13                | 2 marzo 1992      | UESAC                       |
| 9361 -              | 1992 EM18                | 3 marzo 1992      | UESAC                       |
| 9362 Miyajima       | 1992 FE1                 | 23 marzo 1992     | K. Endate, K. Watanabe      |
| 9363 -              | 1992 GR                  | 3 aprile 1992     | S. Ueda, H. Kaneda          |
| 9364 Clusius        | 1992 HZ3                 | 23 aprile 1992    | E. W. Elst                  |
| 9365 Chinesewilson  | 1992 RU3                 | 2 settembre 1992  | E. W. Elst                  |
| 9366 -              | 1992 WR1                 | 17 novembre 1992  | A. Sugie                    |
| 9367 -              | 1993 BO3                 | 30 gennaio 1993   | A. Natori, T. Urata         |
| 9368 Esashi         | 1993 BS3                 | 26 gennaio 1993   | M. Mukai, M. Takeishi       |
| 9369 -              | 1993 DB1                 | 20 febbraio 1993  | T. Hioki, S. Hayakawa       |
| 9370 -              | 1993 FC22                | 21 marzo 1993     | UESAC                       |
| 9371 -              | 1993 FV31                | 19 marzo 1993     | UESAC                       |
| 9372 Vamlingbo      | 1993 FK37                | 19 marzo 1993     | UESAC                       |
| 9373 Hamra          | 1993 FY43                | 19 marzo 1993     | UESAC                       |
| 9374 Sundre         | 1993 FJ46                | 19 marzo 1993     | UESAC                       |
| 9375 Omodaka        | 1993 HK                  | 16 aprile 1993    | K. Endate, K. Watanabe      |
| 9376 Thionville     | 1993 OU7                 | 20 luglio 1993    | E. W. Elst                  |
| 9377 Metz           | 1993 PJ7                 | 15 agosto 1993    | E. W. Elst                  |
| 9378 Nancy-Lorraine | 1993 QF3                 | 18 agosto 1993    | E. W. Elst                  |
| 9379 Dijon          | 1993 QH3                 | 18 agosto 1993    | E. W. Elst                  |
| 9380 Mâcon          | 1993 QZ5                 | 17 agosto 1993    | E. W. Elst                  |
| 9381 Lyon           | 1993 RT19                | 15 settembre 1993 | H. Debehogne, E. W. Elst    |
| 9382 Mihonoseki     | 1993 TK11                | 11 ottobre 1993   | K. Endate, K. Watanabe      |
| 9383 Montélimar     | 1993 TP15                | 9 ottobre 1993    | E. W. Elst                  |
| 9384 Aransio        | 1993 TP26                | 9 ottobre 1993    | E. W. Elst                  |
| 9385 Avignon        | 1993 TJ30                | 9 ottobre 1993    | E. W. Elst                  |
| 9386 Hitomi         | 1993 XD1                 | 5 dicembre 1993   | M. Hirasawa, S. Suzuki      |
| 9387 Tweedledee     | 1994 CA                  | 2 febbraio 1994   | H. Shiozawa, T. Urata       |
| 9388 Takeno         | 1994 EH2                 | 10 marzo 1994     | T. Kobayashi                |
| 9389 Condillac      | 1994 ET6                 | 9 marzo 1994      | E. W. Elst                  |
| 9390 -              | 1994 NJ1                 | 12 luglio 1994    | Y. Shimizu, T. Urata        |
| 9391 Slee           | 1994 PH1                 | 14 agosto 1994    | R. H. McNaught              |
| 9392 Cavaillon      | 1994 PK7                 | 10 agosto 1994    | E. W. Elst                  |
| 9393 Apta           | 1994 PT14                | 10 agosto 1994    | E. W. Elst                  |
| 9394 Manosque       | 1994 PV16                | 10 agosto 1994    | E. W. Elst                  |
| 9395 Saint Michel   | 1994 PC39                | 10 agosto 1994    | E. W. Elst                  |
| 9396 Yamaneakisato  | 1994 QT                  | 17 agosto 1994    | T. Kobayashi                |
| 9397 Lombardi       | 1994 RJ                  | 6 settembre 1994  | Stroncone                   |
| 9398 Bidelman       | 1994 SH3                 | 28 settembre 1994 | Spacewatch                  |
| 9399 Pesch          | 1994 ST12                | 29 settembre 1994 | Spacewatch                  |
| 9400 -              | 1994 TW1                 | 9 ottobre 1994    | E. F. Helin, K. J. Lawrence |

## 9401-9500
| Nome                  | Designazione provvisoria | Data di scoperta  | Scopritore                                             |
| --------------------- | ------------------------ | ----------------- | ------------------------------------------------------ |
| 9401 -                | 1994 TS3                 | 13 ottobre 1994   | Y. Shimizu, T. Urata                                   |
| 9402 -                | 1994 UN1                 | 25 ottobre 1994   | S. Ueda, H. Kaneda                                     |
| 9403 Sanduleak        | 1994 UJ11                | 31 ottobre 1994   | Spacewatch                                             |
| 9404 -                | 1994 UQ11                | 26 ottobre 1994   | S. Ueda, H. Kaneda                                     |
| 9405 Johnratje        | 1994 WQ1                 | 27 novembre 1994  | T. Kobayashi                                           |
| 9406 -                | 1994 WG2                 | 28 novembre 1994  | S. Ueda, H. Kaneda                                     |
| 9407 Kimuranaoto      | 1994 WS3                 | 28 novembre 1994  | S. Otomo                                               |
| 9408 Haseakira        | 1995 BC                  | 20 gennaio 1995   | T. Kobayashi                                           |
| 9409 Kanpuzan         | 1995 BG1                 | 25 gennaio 1995   | T. Seki                                                |
| 9410 -                | 1995 BJ1                 | 26 gennaio 1995   | T. Urata                                               |
| 9411 Hitomiyamoto     | 1995 CF                  | 1 febbraio 1995   | T. Kobayashi                                           |
| 9412 -                | 1995 GZ8                 | 4 aprile 1995     | S. Ueda, H. Kaneda                                     |
| 9413 Eichendorff      | 1995 SQ54                | 21 settembre 1995 | F. Börngen                                             |
| 9414 Masamimurakami   | 1995 UV4                 | 25 ottobre 1995   | T. Kobayashi                                           |
| 9415 Yujiokimura      | 1995 VE                  | 1 novembre 1995   | T. Kobayashi                                           |
| 9416 Miyahara         | 1995 WS                  | 17 novembre 1995  | T. Kobayashi                                           |
| 9417 Jujiishii        | 1995 WU                  | 17 novembre 1995  | T. Kobayashi                                           |
| 9418 Mayumi           | 1995 WX5                 | 18 novembre 1995  | N. Sato, T. Urata                                      |
| 9419 Keikochaki       | 1995 XS                  | 12 dicembre 1995  | T. Kobayashi                                           |
| 9420 Dewar            | 1995 XP4                 | 14 dicembre 1995  | Spacewatch                                             |
| 9421 Violilla         | 1995 YM2                 | 24 dicembre 1995  | S. P. Laurie                                           |
| 9422 Kuboniwa         | 1996 AO2                 | 13 gennaio 1996   | T. Kobayashi                                           |
| 9423 Abt              | 1996 AT7                 | 12 gennaio 1996   | Spacewatch                                             |
| 9424 Hiroshinishiyama | 1996 BN                  | 16 gennaio 1996   | T. Kobayashi                                           |
| 9425 Marconcini       | 1996 CM7                 | 14 febbraio 1996  | M. Tombelli, U. Munari                                 |
| 9426 Aliante          | 1996 CO7                 | 14 febbraio 1996  | U. Munari, M. Tombelli                                 |
| 9427 Righini          | 1996 CV7                 | 14 febbraio 1996  | M. Tombelli, U. Munari                                 |
| 9428 Angelalouise     | 1996 DW2                 | 26 febbraio 1996  | S. P. Laurie                                           |
| 9429 Poreč            | 1996 EW1                 | 14 marzo 1996     | Osservatorio di Višnjan                                |
| 9430 Erichthonios     | 1996 HU10                | 17 aprile 1996    | E. W. Elst                                             |
| 9431 Pytho            | 1996 PS1                 | 12 agosto 1996    | Osservatorio di Farra d'Isonzo                         |
| 9432 Iba              | 1997 CQ                  | 1 febbraio 1997   | T. Kobayashi                                           |
| 9433 -                | 1997 CF3                 | 3 febbraio 1997   | NEAT                                                   |
| 9434 Bokusen          | 1997 CJ20                | 12 febbraio 1997  | T. Kobayashi                                           |
| 9435 Odafukashi       | 1997 CK20                | 12 febbraio 1997  | T. Kobayashi                                           |
| 9436 Shudo            | 1997 EB                  | 1 marzo 1997      | T. Kobayashi                                           |
| 9437 Hironari         | 1997 EA3                 | 4 marzo 1997      | T. Kobayashi                                           |
| 9438 Satie            | 1997 EE16                | 5 marzo 1997      | Spacewatch                                             |
| 9439 -                | 1997 EB42                | 10 marzo 1997     | LINEAR                                                 |
| 9440 -                | 1997 FZ1                 | 29 marzo 1997     | Beijing Schmidt CCD Asteroid Program                   |
| 9441 -                | 1997 GN8                 | 2 aprile 1997     | LINEAR                                                 |
| 9442 Beiligong        | 1997 GQ27                | 2 aprile 1997     | Beijing Schmidt CCD Asteroid Program                   |
| 9443 -                | 1997 HR9                 | 30 aprile 1997    | LINEAR                                                 |
| 9444 -                | 1997 JA                  | 1 maggio 1997     | Osservatorio di Kleť                                   |
| 9445 Charpentier      | 1997 JA8                 | 8 maggio 1997     | P. G. Comba                                            |
| 9446 Cicero           | 1997 JT11                | 3 maggio 1997     | E. W. Elst                                             |
| 9447 Julesbordet      | 1997 JJ18                | 3 maggio 1997     | E. W. Elst                                             |
| 9448 Donaldavies      | 1997 LJ3                 | 5 giugno 1997     | Spacewatch                                             |
| 9449 Petrbondy        | 1997 VU2                 | 4 novembre 1997   | L. Šarounová                                           |
| 9450 -                | 1998 BT1                 | 19 gennaio 1998   | T. Kobayashi                                           |
| 9451 -                | 1998 BE2                 | 20 gennaio 1998   | LINEAR                                                 |
| 9452 Rogerpeeters     | 1998 DY33                | 27 febbraio 1998  | E. W. Elst                                             |
| 9453 Mallorca         | 1998 FO1                 | 19 marzo 1998     | A. López, R. Pacheco                                   |
| 9454 Ardeishar        | 1998 FX54                | 20 marzo 1998     | LINEAR                                                 |
| 9455 -                | 1998 FJ56                | 20 marzo 1998     | LINEAR                                                 |
| 9456 -                | 1998 FQ67                | 20 marzo 1998     | LINEAR                                                 |
| 9457 -                | 1998 FB75                | 24 marzo 1998     | LINEAR                                                 |
| 9458 Beaumont         | 1998 FF97                | 31 marzo 1998     | LINEAR                                                 |
| 9459 Gracecai         | 1998 FW113               | 31 marzo 1998     | LINEAR                                                 |
| 9460 McGlynn          | 1998 HS30                | 29 aprile 1998    | NEAT                                                   |
| 9461 Cotingkeh        | 1998 HV33                | 20 aprile 1998    | LINEAR                                                 |
| 9462 -                | 1998 HC37                | 20 aprile 1998    | LINEAR                                                 |
| 9463 Criscione        | 1998 HW38                | 20 aprile 1998    | LINEAR                                                 |
| 9464 -                | 1998 HL117               | 23 aprile 1998    | LINEAR                                                 |
| 9465 Fergusonsam      | 1998 HJ121               | 23 aprile 1998    | LINEAR                                                 |
| 9466 Shishir          | 1998 KR46                | 22 maggio 1998    | LINEAR                                                 |
| 9467 -                | 1998 KQ47                | 22 maggio 1998    | LINEAR                                                 |
| 9468 Brewer           | 1998 LT2                 | 1 giugno 1998     | E. W. Elst                                             |
| 9469 Shashank         | 1998 MY34                | 24 giugno 1998    | LINEAR                                                 |
| 9470 Jussieu          | 1998 OS10                | 26 luglio 1998    | E. W. Elst                                             |
| 9471 Ostend           | 1998 OU13                | 26 luglio 1998    | E. W. Elst                                             |
| 9472 Bruges           | 1998 OD14                | 26 luglio 1998    | E. W. Elst                                             |
| 9473 Ghent            | 1998 OO14                | 26 luglio 1998    | E. W. Elst                                             |
| 9474 Cassadrury       | 1998 QK15                | 17 agosto 1998    | LINEAR                                                 |
| 9475 -                | 1998 QC19                | 17 agosto 1998    | LINEAR                                                 |
| 9476 Vincenthuang     | 1998 QQ36                | 17 agosto 1998    | LINEAR                                                 |
| 9477 Kefennell        | 1998 QK41                | 17 agosto 1998    | LINEAR                                                 |
| 9478 Caldeyro         | 2148 P-L                 | 24 settembre 1960 | C. J. van Houten, I. van Houten-Groeneveld, T. Gehrels |
| 9479 Madresplazamayo  | 2175 P-L                 | 26 settembre 1960 | C. J. van Houten, I. van Houten-Groeneveld, T. Gehrels |
| 9480 Inti             | 2553 P-L                 | 24 settembre 1960 | C. J. van Houten, I. van Houten-Groeneveld, T. Gehrels |
| 9481 Menchú           | 2559 P-L                 | 24 settembre 1960 | C. J. van Houten, I. van Houten-Groeneveld, T. Gehrels |
| 9482 Rubéndarío       | 4065 P-L                 | 24 settembre 1960 | C. J. van Houten, I. van Houten-Groeneveld, T. Gehrels |
| 9483 Chagas           | 4121 P-L                 | 24 settembre 1960 | C. J. van Houten, I. van Houten-Groeneveld, T. Gehrels |
| 9484 Wanambi          | 4590 P-L                 | 24 settembre 1960 | C. J. van Houten, I. van Houten-Groeneveld, T. Gehrels |
| 9485 Uluru            | 6108 P-L                 | 24 settembre 1960 | C. J. van Houten, I. van Houten-Groeneveld, T. Gehrels |
| 9486 Utemorrah        | 6130 P-L                 | 24 settembre 1960 | C. J. van Houten, I. van Houten-Groeneveld, T. Gehrels |
| 9487 Kupe             | 7633 P-L                 | 17 ottobre 1960   | C. J. van Houten, I. van Houten-Groeneveld, T. Gehrels |
| 9488 Huia             | 9523 P-L                 | 24 settembre 1960 | C. J. van Houten, I. van Houten-Groeneveld, T. Gehrels |
| 9489 Tanemahuta       | 1146 T-1                 | 25 marzo 1971     | C. J. van Houten, I. van Houten-Groeneveld, T. Gehrels |
| 9490 Gosemeijer       | 1181 T-1                 | 25 marzo 1971     | C. J. van Houten, I. van Houten-Groeneveld, T. Gehrels |
| 9491 Thooft           | 1205 T-1                 | 25 marzo 1971     | C. J. van Houten, I. van Houten-Groeneveld, T. Gehrels |
| 9492 Veltman          | 2066 T-1                 | 25 marzo 1971     | C. J. van Houten, I. van Houten-Groeneveld, T. Gehrels |
| 9493 Enescu           | 3100 T-1                 | 26 marzo 1971     | C. J. van Houten, I. van Houten-Groeneveld, T. Gehrels |
| 9494 Donici           | 3212 T-1                 | 26 marzo 1971     | C. J. van Houten, I. van Houten-Groeneveld, T. Gehrels |
| 9495 Eminescu         | 4177 T-1                 | 26 marzo 1971     | C. J. van Houten, I. van Houten-Groeneveld, T. Gehrels |
| 9496 Ockels           | 4260 T-1                 | 26 marzo 1971     | C. J. van Houten, I. van Houten-Groeneveld, T. Gehrels |
| 9497 Dwingeloo        | 1001 T-2                 | 29 settembre 1973 | C. J. van Houten, I. van Houten-Groeneveld, T. Gehrels |
| 9498 Westerbork       | 1197 T-2                 | 29 settembre 1973 | C. J. van Houten, I. van Houten-Groeneveld, T. Gehrels |
| 9499 Excalibur        | 1269 T-2                 | 29 settembre 1973 | C. J. van Houten, I. van Houten-Groeneveld, T. Gehrels |
| 9500 Camelot          | 1281 T-2                 | 29 settembre 1973 | C. J. van Houten, I. van Houten-Groeneveld, T. Gehrels |

## 9501-9600
| Nome                  | Designazione provvisoria | Data di scoperta  | Scopritore                                             |
| --------------------- | ------------------------ | ----------------- | ------------------------------------------------------ |
| 9501 Ywain            | 2071 T-2                 | 29 settembre 1973 | C. J. van Houten, I. van Houten-Groeneveld, T. Gehrels |
| 9502 Gaimar           | 2075 T-2                 | 29 settembre 1973 | C. J. van Houten, I. van Houten-Groeneveld, T. Gehrels |
| 9503 Agrawain         | 2180 T-2                 | 29 settembre 1973 | C. J. van Houten, I. van Houten-Groeneveld, T. Gehrels |
| 9504 Lionel           | 2224 T-2                 | 29 settembre 1973 | C. J. van Houten, I. van Houten-Groeneveld, T. Gehrels |
| 9505 Lohengrin        | 4131 T-2                 | 29 settembre 1973 | C. J. van Houten, I. van Houten-Groeneveld, T. Gehrels |
| 9506 Telramund        | 5200 T-2                 | 25 settembre 1973 | C. J. van Houten, I. van Houten-Groeneveld, T. Gehrels |
| 9507 Gottfried        | 5447 T-2                 | 30 settembre 1973 | C. J. van Houten, I. van Houten-Groeneveld, T. Gehrels |
| 9508 Titurel          | 3395 T-3                 | 16 ottobre 1977   | C. J. van Houten, I. van Houten-Groeneveld, T. Gehrels |
| 9509 Amfortas         | 3453 T-3                 | 16 ottobre 1977   | C. J. van Houten, I. van Houten-Groeneveld, T. Gehrels |
| 9510 Gurnemanz        | 5022 T-3                 | 16 ottobre 1977   | C. J. van Houten, I. van Houten-Groeneveld, T. Gehrels |
| 9511 Klingsor         | 5051 T-3                 | 16 ottobre 1977   | C. J. van Houten, I. van Houten-Groeneveld, T. Gehrels |
| 9512 Feijunlong       | 1966 CM                  | 13 febbraio 1966  | Osservatorio di Purple Mountain                        |
| 9513 -                | 1971 UN                  | 26 ottobre 1971   | L. Kohoutek                                            |
| 9514 Deineka          | 1973 SG5                 | 27 settembre 1973 | L. V. Zhuravleva                                       |
| 9515 Dubner           | 1975 RA2                 | 5 settembre 1975  | M. R. Cesco                                            |
| 9516 Inasan           | 1976 YL3                 | 16 dicembre 1976  | L. I. Chernykh                                         |
| 9517 Niehaisheng      | 1977 VL1                 | 3 novembre 1977   | Osservatorio di Purple Mountain                        |
| 9518 Robbynaish       | 1978 GA                  | 7 aprile 1978     | Osservatorio di Harvard                                |
| 9519 Jeffkeck         | 1978 VK3                 | 6 novembre 1978   | E. F. Helin, S. J. Bus                                 |
| 9520 Montydibiasi     | 1978 VV6                 | 7 novembre 1978   | E. F. Helin, S. J. Bus                                 |
| 9521 Martinhoffmann   | 1980 FS1                 | 16 marzo 1980     | C.-I. Lagerkvist                                       |
| 9522 Schlichting      | 1981 DS                  | 28 febbraio 1981  | S. J. Bus                                              |
| 9523 Torino           | 1981 EE1                 | 5 marzo 1981      | H. Debehogne, G. DeSanctis                             |
| 9524 O'Rourke         | 1981 EJ5                 | 2 marzo 1981      | S. J. Bus                                              |
| 9525 Amandasickafoose | 1981 EF11                | 1 marzo 1981      | S. J. Bus                                              |
| 9526 Billmckinnon     | 1981 EC13                | 1 marzo 1981      | S. J. Bus                                              |
| 9527 Sherrypervan     | 1981 EH23                | 3 marzo 1981      | S. J. Bus                                              |
| 9528 Küppers          | 1981 EH24                | 7 marzo 1981      | S. J. Bus                                              |
| 9529 Protopapa        | 1981 EF25                | 2 marzo 1981      | S. J. Bus                                              |
| 9530 Kelleymichael    | 1981 EO26                | 2 marzo 1981      | S. J. Bus                                              |
| 9531 Jean-Luc         | 1981 QK                  | 30 agosto 1981    | E. Bowell                                              |
| 9532 Abramenko        | 1981 RQ2                 | 7 settembre 1981  | L. G. Karachkina                                       |
| 9533 Aleksejleonov    | 1981 SA7                 | 28 settembre 1981 | L. V. Zhuravleva                                       |
| 9534 -                | 1981 TP                  | 4 ottobre 1981    | N. G. Thomas                                           |
| 9535 Plitchenko       | 1981 UO11                | 22 ottobre 1981   | N. S. Chernykh                                         |
| 9536 Statler          | 1981 UR27                | 24 ottobre 1981   | S. J. Bus                                              |
| 9537 Nolan            | 1982 BM                  | 18 gennaio 1982   | E. Bowell                                              |
| 9538 -                | 1982 UM2                 | 20 ottobre 1982   | A. Mrkos                                               |
| 9539 Prishvin         | 1982 UE7                 | 21 ottobre 1982   | L. G. Karachkina                                       |
| 9540 Mikhalkov        | 1982 UJ7                 | 21 ottobre 1982   | L. G. Karachkina                                       |
| 9541 Magri            | 1983 CH                  | 11 febbraio 1983  | E. Bowell                                              |
| 9542 Eryan            | 1983 TU1                 | 12 ottobre 1983   | E. Bowell                                              |
| 9543 Nitra            | 1983 XN1                 | 4 dicembre 1983   | M. Antal                                               |
| 9544 Scottbirney      | 1984 EL                  | 1 marzo 1984      | E. Bowell                                              |
| 9545 Petrovedomosti   | 1984 MQ                  | 25 giugno 1984    | T. M. Smirnova                                         |
| 9546 -                | 1984 SD6                 | 22 settembre 1984 | H. Debehogne                                           |
| 9547 -                | 1985 AE                  | 15 gennaio 1985   | K. Suzuki, T. Urata                                    |
| 9548 Fortran          | 1985 CN                  | 13 febbraio 1985  | Spacewatch                                             |
| 9549 Akplatonov       | 1985 SM2                 | 19 settembre 1985 | N. S. Chernykh, L. I. Chernykh                         |
| 9550 Victorblanco     | 1985 TY1                 | 15 ottobre 1985   | E. Bowell                                              |
| 9551 Kazi             | 1985 UJ                  | 20 ottobre 1985   | A. Mrkos                                               |
| 9552 -                | 1985 UY                  | 24 ottobre 1985   | A. Mrkos                                               |
| 9553 Colas            | 1985 UG2                 | 17 ottobre 1985   | CERGA                                                  |
| 9554 Dumont           | 1985 XA                  | 13 dicembre 1985  | R. Chemin                                              |
| 9555 Frejakocha       | 1986 GC                  | 2 aprile 1986     | P. Jensen                                              |
| 9556 Gaywray          | 1986 GF                  | 8 aprile 1986     | INAS                                                   |
| 9557 -                | 1986 QL2                 | 28 agosto 1986    | H. Debehogne                                           |
| 9558 -                | 1986 QB3                 | 29 agosto 1986    | H. Debehogne                                           |
| 9559 -                | 1987 DH6                 | 23 febbraio 1987  | H. Debehogne                                           |
| 9560 Anguita          | 1987 EQ                  | 3 marzo 1987      | E. Bowell                                              |
| 9561 van Eyck         | 1987 QT1                 | 19 agosto 1987    | E. W. Elst                                             |
| 9562 Memling          | 1987 RG                  | 1 settembre 1987  | E. W. Elst                                             |
| 9563 Kitty            | 1987 SJ1                 | 21 settembre 1987 | E. Bowell                                              |
| 9564 Jeffwynn         | 1987 SG3                 | 26 settembre 1987 | C. S. Shoemaker, E. M. Shoemaker                       |
| 9565 Tikhonov         | 1987 SU17                | 18 settembre 1987 | L. I. Chernykh                                         |
| 9566 Rykhlova         | 1987 SX17                | 18 settembre 1987 | L. I. Chernykh                                         |
| 9567 Surgut           | 1987 US4                 | 22 ottobre 1987   | L. V. Zhuravleva                                       |
| 9568 -                | 1988 AX4                 | 13 gennaio 1988   | H. Debehogne                                           |
| 9569 Quintenmatsijs   | 1988 CL2                 | 11 febbraio 1988  | E. W. Elst                                             |
| 9570 -                | 1988 RQ5                 | 2 settembre 1988  | H. Debehogne                                           |
| 9571 -                | 1988 RR5                 | 2 settembre 1988  | H. Debehogne                                           |
| 9572 -                | 1988 RS6                 | 8 settembre 1988  | H. Debehogne                                           |
| 9573 Matsumotomas     | 1988 UC                  | 16 ottobre 1988   | K. Endate, K. Watanabe                                 |
| 9574 Taku             | 1988 XB5                 | 5 dicembre 1988   | T. Nakamura                                            |
| 9575 -                | 1989 BW1                 | 29 gennaio 1989   | A. Mrkos                                               |
| 9576 van der Weyden   | 1989 CX2                 | 4 febbraio 1989   | E. W. Elst                                             |
| 9577 Gropius          | 1989 CE5                 | 2 febbraio 1989   | F. Börngen                                             |
| 9578 Klyazma          | 1989 GA3                 | 3 aprile 1989     | E. W. Elst                                             |
| 9579 Passchendaele    | 1989 GO4                 | 3 aprile 1989     | E. W. Elst                                             |
| 9580 Tarumi           | 1989 TB11                | 4 ottobre 1989    | T. Nomura, K. Kawanishi                                |
| 9581 -                | 1990 DM3                 | 24 febbraio 1990  | H. Debehogne                                           |
| 9582 -                | 1990 EL7                 | 3 marzo 1990      | H. Debehogne                                           |
| 9583 Clerke           | 1990 HL1                 | 28 aprile 1990    | R. H. McNaught                                         |
| 9584 Louchheim        | 1990 OL4                 | 25 luglio 1990    | H. E. Holt                                             |
| 9585 -                | 1990 QY2                 | 28 agosto 1990    | H. E. Holt                                             |
| 9586 -                | 1990 SG11                | 16 settembre 1990 | H. E. Holt                                             |
| 9587 Bonpland         | 1990 UG4                 | 16 ottobre 1990   | E. W. Elst                                             |
| 9588 Quesnay          | 1990 WE2                 | 18 novembre 1990  | E. W. Elst                                             |
| 9589 Deridder         | 1990 WU5                 | 21 novembre 1990  | E. W. Elst                                             |
| 9590 Hyria            | 1991 DK1                 | 21 febbraio 1991  | Spacewatch                                             |
| 9591 -                | 1991 FH2                 | 20 marzo 1991     | H. Debehogne                                           |
| 9592 Clairaut         | 1991 GK4                 | 8 aprile 1991     | E. W. Elst                                             |
| 9593 -                | 1991 PZ17                | 7 agosto 1991     | H. E. Holt                                             |
| 9594 Garstang         | 1991 RG                  | 4 settembre 1991  | R. H. McNaught                                         |
| 9595 -                | 1991 RE11                | 13 settembre 1991 | H. E. Holt                                             |
| 9596 -                | 1991 RC22                | 15 settembre 1991 | H. E. Holt                                             |
| 9597 -                | 1991 UF                  | 18 ottobre 1991   | S. Ueda, H. Kaneda                                     |
| 9598 -                | 1991 UQ                  | 18 ottobre 1991   | S. Ueda, H. Kaneda                                     |
| 9599 Onotomoko        | 1991 UP2                 | 29 ottobre 1991   | K. Endate, K. Watanabe                                 |
| 9600 -                | 1991 UB3                 | 31 ottobre 1991   | S. Ueda, H. Kaneda                                     |

## 9601-9700
| Nome                 | Designazione provvisoria | Data di scoperta  | Scopritore                                             |
| -------------------- | ------------------------ | ----------------- | ------------------------------------------------------ |
| 9601 -               | 1991 UE3                 | 18 ottobre 1991   | S. Ueda, H. Kaneda                                     |
| 9602 Oya             | 1991 UU3                 | 31 ottobre 1991   | T. Fujii, K. Watanabe                                  |
| 9603 -               | 1991 VG2                 | 9 novembre 1991   | S. Ueda, H. Kaneda                                     |
| 9604 Bellevanzuylen  | 1991 YW                  | 30 dicembre 1991  | E. W. Elst                                             |
| 9605 A Coruña        | 1992 AP3                 | 11 gennaio 1992   | O. A. Naranjo                                          |
| 9606 -               | 1992 BZ                  | 28 gennaio 1992   | S. Ueda, H. Kaneda                                     |
| 9607 -               | 1992 DS6                 | 29 febbraio 1992  | UESAC                                                  |
| 9608 -               | 1992 PD2                 | 2 agosto 1992     | H. E. Holt                                             |
| 9609 Ponomarevalya   | 1992 QL2                 | 26 agosto 1992    | L. I. Chernykh                                         |
| 9610 Vischer         | 1992 RQ                  | 2 settembre 1992  | F. Börngen, L. D. Schmadel                             |
| 9611 Anouck          | 1992 RF7                 | 2 settembre 1992  | E. W. Elst                                             |
| 9612 Belgorod        | 1992 RT7                 | 4 settembre 1992  | L. V. Zhuravleva                                       |
| 9613 -               | 1993 BN3                 | 26 gennaio 1993   | T. J. Balonek                                          |
| 9614 Cuvier          | 1993 BQ4                 | 27 gennaio 1993   | E. W. Elst                                             |
| 9615 Hemerijckx      | 1993 BX13                | 23 gennaio 1993   | E. W. Elst                                             |
| 9616 -               | 1993 FR3                 | 21 marzo 1993     | E. F. Helin                                            |
| 9617 Grahamchapman   | 1993 FA5                 | 17 marzo 1993     | UESAC                                                  |
| 9618 Johncleese      | 1993 FQ8                 | 17 marzo 1993     | UESAC                                                  |
| 9619 Terrygilliam    | 1993 FS9                 | 17 marzo 1993     | UESAC                                                  |
| 9620 Ericidle        | 1993 FU13                | 17 marzo 1993     | UESAC                                                  |
| 9621 Michaelpalin    | 1993 FT26                | 21 marzo 1993     | UESAC                                                  |
| 9622 Terryjones      | 1993 FV26                | 21 marzo 1993     | UESAC                                                  |
| 9623 Karlsson        | 1993 FU28                | 21 marzo 1993     | UESAC                                                  |
| 9624 -               | 1993 FH38                | 19 marzo 1993     | UESAC                                                  |
| 9625 -               | 1993 HF                  | 16 aprile 1993    | S. Ueda, H. Kaneda                                     |
| 9626 Stanley         | 1993 JF1                 | 14 maggio 1993    | E. W. Elst                                             |
| 9627 -               | 1993 LU1                 | 15 giugno 1993    | H. E. Holt                                             |
| 9628 Sendaiotsuna    | 1993 OB2                 | 16 luglio 1993    | E. F. Helin                                            |
| 9629 Servet          | 1993 PU7                 | 15 agosto 1993    | E. W. Elst                                             |
| 9630 Castellion      | 1993 PW7                 | 15 agosto 1993    | E. W. Elst                                             |
| 9631 Hubertreeves    | 1993 SL6                 | 17 settembre 1993 | E. W. Elst                                             |
| 9632 Sudo            | 1993 TK3                 | 15 ottobre 1993   | K. Endate, K. Watanabe                                 |
| 9633 Cotur           | 1993 UP8                 | 20 ottobre 1993   | E. W. Elst                                             |
| 9634 Vodice          | 1993 XB                  | 4 dicembre 1993   | Osservatorio di Farra d'Isonzo                         |
| 9635 -               | 1993 XS                  | 9 dicembre 1993   | T. Urata                                               |
| 9636 Emanuelaspessot | 1993 YO                  | 17 dicembre 1993  | Osservatorio di Farra d'Isonzo                         |
| 9637 Perryrose       | 1994 PJ2                 | 9 agosto 1994     | Osservatorio di Monte Palomar                          |
| 9638 Fuchs           | 1994 PO7                 | 10 agosto 1994    | E. W. Elst                                             |
| 9639 Scherer         | 1994 PS11                | 10 agosto 1994    | E. W. Elst                                             |
| 9640 Lippens         | 1994 PP26                | 12 agosto 1994    | E. W. Elst                                             |
| 9641 Demazière       | 1994 PB30                | 12 agosto 1994    | E. W. Elst                                             |
| 9642 Takatahiro      | 1994 RU                  | 1 settembre 1994  | K. Endate, K. Watanabe                                 |
| 9643 -               | 1994 RX                  | 2 settembre 1994  | Y. Shimizu, T. Urata                                   |
| 9644 -               | 1994 WQ3                 | 26 novembre 1994  | Y. Shimizu, T. Urata                                   |
| 9645 Grünewald       | 1995 AO4                 | 5 gennaio 1995    | F. Börngen                                             |
| 9646 -               | 1995 BV                  | 25 gennaio 1995   | T. Kobayashi                                           |
| 9647 -               | 1995 UM8                 | 27 ottobre 1995   | T. Kobayashi                                           |
| 9648 Gotouhideo      | 1995 UB9                 | 30 ottobre 1995   | F. Uto                                                 |
| 9649 Junfukue        | 1995 XG                  | 2 dicembre 1995   | T. Kobayashi                                           |
| 9650 Okadaira        | 1995 YG                  | 17 dicembre 1995  | T. Kobayashi                                           |
| 9651 Arii-SooHoo     | 1996 AJ                  | 7 gennaio 1996    | AMOS                                                   |
| 9652 -               | 1996 AF2                 | 12 gennaio 1996   | S. Ueda, H. Kaneda                                     |
| 9653 -               | 1996 AL2                 | 13 gennaio 1996   | T. Urata                                               |
| 9654 Seitennokai     | 1996 AQ2                 | 13 gennaio 1996   | T. Kobayashi                                           |
| 9655 Yaburanger      | 1996 CH1                 | 11 febbraio 1996  | T. Kobayashi                                           |
| 9656 Kurokawahiroki  | 1996 DK1                 | 23 febbraio 1996  | T. Kobayashi                                           |
| 9657 Učka            | 1996 DG2                 | 24 febbraio 1996  | K. Korlević, D. Matkovic                               |
| 9658 Imabari         | 1996 DD3                 | 28 febbraio 1996  | A. Nakamura                                            |
| 9659 -               | 1996 EJ                  | 10 marzo 1996     | S. Ueda, H. Kaneda                                     |
| 9660 -               | 1996 FW4                 | 22 marzo 1996     | NEAT                                                   |
| 9661 Hohmann         | 1996 FU13                | 18 marzo 1996     | Spacewatch                                             |
| 9662 Frankhubbard    | 1996 GS                  | 12 aprile 1996    | P. G. Comba                                            |
| 9663 Zwin            | 1996 GC18                | 15 aprile 1996    | E. W. Elst                                             |
| 9664 Brueghel        | 1996 HT14                | 17 aprile 1996    | E. W. Elst                                             |
| 9665 Inastronoviny   | 1996 LA                  | 5 giugno 1996     | Osservatorio di Kleť                                   |
| 9666 -               | 1997 GM22                | 6 aprile 1997     | LINEAR                                                 |
| 9667 Amastrinc       | 1997 HC16                | 29 aprile 1997    | Spacewatch                                             |
| 9668 Tianyahaijiao   | 1997 LN                  | 3 giugno 1997     | Beijing Schmidt CCD Asteroid Program                   |
| 9669 Symmetria       | 1997 NC3                 | 8 luglio 1997     | P. G. Comba                                            |
| 9670 Magni           | 1997 NJ10                | 10 luglio 1997    | A. Boattini                                            |
| 9671 Hemera          | 1997 TU9                 | 5 ottobre 1997    | L. Šarounová                                           |
| 9672 Rosenbergerezek | 1997 TA10                | 5 ottobre 1997    | P. Pravec                                              |
| 9673 Kunishimakoto   | 1997 UC25                | 25 ottobre 1997   | S. Otomo                                               |
| 9674 Slovenija       | 1998 QU15                | 23 agosto 1998    | Osservatorio di Črni Vrh                               |
| 9675 -               | 1998 QK36                | 17 agosto 1998    | LINEAR                                                 |
| 9676 Eijkman         | 2023 P-L                 | 24 settembre 1960 | C. J. van Houten, I. van Houten-Groeneveld, T. Gehrels |
| 9677 Gowlandhopkins  | 2532 P-L                 | 24 settembre 1960 | C. J. van Houten, I. van Houten-Groeneveld, T. Gehrels |
| 9678 van der Meer    | 2584 P-L                 | 24 settembre 1960 | C. J. van Houten, I. van Houten-Groeneveld, T. Gehrels |
| 9679 Crutzen         | 2600 P-L                 | 24 settembre 1960 | C. J. van Houten, I. van Houten-Groeneveld, T. Gehrels |
| 9680 Molina          | 3557 P-L                 | 22 ottobre 1960   | C. J. van Houten, I. van Houten-Groeneveld, T. Gehrels |
| 9681 Sherwoodrowland | 4069 P-L                 | 24 settembre 1960 | C. J. van Houten, I. van Houten-Groeneveld, T. Gehrels |
| 9682 Gravesande      | 4073 P-L                 | 24 settembre 1960 | C. J. van Houten, I. van Houten-Groeneveld, T. Gehrels |
| 9683 Rambaldo        | 4099 P-L                 | 24 settembre 1960 | C. J. van Houten, I. van Houten-Groeneveld, T. Gehrels |
| 9684 Olieslagers     | 4113 P-L                 | 24 settembre 1960 | C. J. van Houten, I. van Houten-Groeneveld, T. Gehrels |
| 9685 Korteweg        | 4247 P-L                 | 24 settembre 1960 | C. J. van Houten, I. van Houten-Groeneveld, T. Gehrels |
| 9686 Keesom          | 4604 P-L                 | 24 settembre 1960 | C. J. van Houten, I. van Houten-Groeneveld, T. Gehrels |
| 9687 Uhlenbeck       | 4614 P-L                 | 24 settembre 1960 | C. J. van Houten, I. van Houten-Groeneveld, T. Gehrels |
| 9688 Goudsmit        | 4665 P-L                 | 24 settembre 1960 | C. J. van Houten, I. van Houten-Groeneveld, T. Gehrels |
| 9689 Freudenthal     | 4831 P-L                 | 24 settembre 1960 | C. J. van Houten, I. van Houten-Groeneveld, T. Gehrels |
| 9690 Houtgast        | 6039 P-L                 | 24 settembre 1960 | C. J. van Houten, I. van Houten-Groeneveld, T. Gehrels |
| 9691 Zwaan           | 6053 P-L                 | 24 settembre 1960 | C. J. van Houten, I. van Houten-Groeneveld, T. Gehrels |
| 9692 Kuperus         | 6354 P-L                 | 24 settembre 1960 | C. J. van Houten, I. van Houten-Groeneveld, T. Gehrels |
| 9693 Bleeker         | 6547 P-L                 | 24 settembre 1960 | C. J. van Houten, I. van Houten-Groeneveld, T. Gehrels |
| 9694 Lycomedes       | 6581 P-L                 | 26 settembre 1960 | C. J. van Houten, I. van Houten-Groeneveld, T. Gehrels |
| 9695 Johnheise       | 6583 P-L                 | 24 settembre 1960 | C. J. van Houten, I. van Houten-Groeneveld, T. Gehrels |
| 9696 Jaffe           | 6628 P-L                 | 24 settembre 1960 | C. J. van Houten, I. van Houten-Groeneveld, T. Gehrels |
| 9697 Louwman         | 1295 T-1                 | 25 marzo 1971     | C. J. van Houten, I. van Houten-Groeneveld, T. Gehrels |
| 9698 Idzerda         | 2205 T-1                 | 25 marzo 1971     | C. J. van Houten, I. van Houten-Groeneveld, T. Gehrels |
| 9699 Baumhauer       | 3036 T-1                 | 26 marzo 1971     | C. J. van Houten, I. van Houten-Groeneveld, T. Gehrels |
| 9700 Paech           | 3058 T-1                 | 26 marzo 1971     | C. J. van Houten, I. van Houten-Groeneveld, T. Gehrels |

## 9701-9800
| Nome                 | Designazione provvisoria | Data di scoperta  | Scopritore                                             |
| -------------------- | ------------------------ | ----------------- | ------------------------------------------------------ |
| 9701 Mak             | 1157 T-2                 | 29 settembre 1973 | C. J. van Houten, I. van Houten-Groeneveld, T. Gehrels |
| 9702 Tomvandijk      | 2108 T-2                 | 29 settembre 1973 | C. J. van Houten, I. van Houten-Groeneveld, T. Gehrels |
| 9703 Sussenbach      | 3146 T-2                 | 30 settembre 1973 | C. J. van Houten, I. van Houten-Groeneveld, T. Gehrels |
| 9704 Georgebeekman   | 5469 T-2                 | 30 settembre 1973 | C. J. van Houten, I. van Houten-Groeneveld, T. Gehrels |
| 9705 Drummen         | 3137 T-3                 | 16 ottobre 1977   | C. J. van Houten, I. van Houten-Groeneveld, T. Gehrels |
| 9706 Bouma           | 3176 T-3                 | 16 ottobre 1977   | C. J. van Houten, I. van Houten-Groeneveld, T. Gehrels |
| 9707 Petruskoning    | 3226 T-3                 | 16 ottobre 1977   | C. J. van Houten, I. van Houten-Groeneveld, T. Gehrels |
| 9708 Gouka           | 4140 T-3                 | 16 ottobre 1977   | C. J. van Houten, I. van Houten-Groeneveld, T. Gehrels |
| 9709 Chrisnell       | 5192 T-3                 | 16 ottobre 1977   | C. J. van Houten, I. van Houten-Groeneveld, T. Gehrels |
| 9710 -               | 1964 VN1                 | 9 novembre 1964   | Osservatorio di Purple Mountain                        |
| 9711 Želetava        | 1972 PA                  | 7 agosto 1972     | P. Wild, I. Baueršíma                                  |
| 9712 Nauplius        | 1973 SO1                 | 19 settembre 1973 | C. J. van Houten, I. van Houten-Groeneveld, T. Gehrels |
| 9713 Oeax            | 1973 SP1                 | 19 settembre 1973 | C. J. van Houten, I. van Houten-Groeneveld, T. Gehrels |
| 9714 Piazzismyth     | 1975 LF1                 | 1 giugno 1975     | R. H. McNaught                                         |
| 9715 Paolotanga      | 1975 SB1                 | 30 settembre 1975 | S. J. Bus                                              |
| 9716 Severina        | 1975 UE                  | 27 ottobre 1975   | P. Wild                                                |
| 9717 Lyudvasilia     | 1976 SR5                 | 24 settembre 1976 | N. S. Chernykh                                         |
| 9718 Gerbefremov     | 1976 YR1                 | 16 dicembre 1976  | L. I. Chernykh                                         |
| 9719 Yakage          | 1977 DF2                 | 18 febbraio 1977  | H. Kosai, K. Hurukawa                                  |
| 9720 Ulfbirgitta     | 1980 FH1                 | 16 marzo 1980     | C.-I. Lagerkvist                                       |
| 9721 Doty            | 1980 GB                  | 14 aprile 1980    | E. Bowell                                              |
| 9722 Levi-Montalcini | 1981 EZ                  | 4 marzo 1981      | H. Debehogne, G. DeSanctis                             |
| 9723 Binyang         | 1981 EP13                | 1 marzo 1981      | S. J. Bus                                              |
| 9724 Villanueva      | 1981 EW17                | 2 marzo 1981      | S. J. Bus                                              |
| 9725 Wainscoat       | 1981 EE19                | 2 marzo 1981      | S. J. Bus                                              |
| 9726 Verbiscer       | 1981 EY19                | 2 marzo 1981      | S. J. Bus                                              |
| 9727 Skrutskie       | 1981 EW24                | 2 marzo 1981      | S. J. Bus                                              |
| 9728 Videen          | 1981 EX38                | 2 marzo 1981      | S. J. Bus                                              |
| 9729 -               | 1981 RQ                  | 7 settembre 1981  | A. Mrkos                                               |
| 9730 -               | 1982 FA                  | 23 marzo 1982     | M. L. Sitko, W. A. Stein                               |
| 9731 -               | 1982 JD1                 | 15 maggio 1982    | Osservatorio di Monte Palomar                          |
| 9732 Juchnovski      | 1984 SJ7                 | 24 settembre 1984 | V. G. Shkodrov, V. G. Ivanova                          |
| 9733 Valtikhonov     | 1985 SC3                 | 19 settembre 1985 | N. S. Chernykh, L. I. Chernykh                         |
| 9734 -               | 1986 CB2                 | 12 febbraio 1986  | H. Debehogne                                           |
| 9735 -               | 1986 JD                  | 2 maggio 1986     | INAS                                                   |
| 9736 -               | 1986 QP2                 | 28 agosto 1986    | H. Debehogne                                           |
| 9737 Dudarova        | 1986 SC2                 | 29 settembre 1986 | L. G. Karachkina                                       |
| 9738 -               | 1987 DF6                 | 23 febbraio 1987  | H. Debehogne                                           |
| 9739 Powell          | 1987 SH7                 | 26 settembre 1987 | C. S. Shoemaker                                        |
| 9740 -               | 1987 ST11                | 23 settembre 1987 | H. Debehogne                                           |
| 9741 Solokhin        | 1987 UU4                 | 22 ottobre 1987   | L. V. Zhuravleva                                       |
| 9742 Worpswede       | 1987 WT1                 | 26 novembre 1987  | F. Börngen                                             |
| 9743 Tohru           | 1988 GD                  | 8 aprile 1988     | E. F. Helin                                            |
| 9744 Nielsen         | 1988 JW                  | 9 maggio 1988     | C. S. Shoemaker, E. M. Shoemaker                       |
| 9745 Shinkenwada     | 1988 VY                  | 2 novembre 1988   | T. Seki                                                |
| 9746 Kazukoichikawa  | 1988 VS1                 | 7 novembre 1988   | Y. Kushida, M. Inoue                                   |
| 9747 -               | 1989 AT                  | 4 gennaio 1989    | S. Ueda, H. Kaneda                                     |
| 9748 van Ostaijen    | 1989 CS2                 | 4 febbraio 1989   | E. W. Elst                                             |
| 9749 Van den Eijnde  | 1989 GC1                 | 3 aprile 1989     | E. W. Elst                                             |
| 9750 -               | 1989 NE1                 | 8 luglio 1989     | A. C. Gilmore, P. M. Kilmartin                         |
| 9751 Kadota          | 1990 QM                  | 20 agosto 1990    | T. Seki                                                |
| 9752 -               | 1990 QZ1                 | 22 agosto 1990    | H. E. Holt                                             |
| 9753 -               | 1990 QL3                 | 28 agosto 1990    | H. E. Holt                                             |
| 9754 -               | 1990 QJ4                 | 23 agosto 1990    | H. E. Holt                                             |
| 9755 -               | 1990 RR2                 | 15 settembre 1990 | H. E. Holt                                             |
| 9756 Ezaki           | 1991 CC3                 | 12 febbraio 1991  | T. Seki                                                |
| 9757 Felixdejager    | 1991 GA6                 | 8 aprile 1991     | E. W. Elst                                             |
| 9758 Dainty          | 1991 GZ9                 | 13 aprile 1991    | D. I. Steel                                            |
| 9759 -               | 1991 NE7                 | 12 luglio 1991    | H. Debehogne                                           |
| 9760 -               | 1991 PJ13                | 5 agosto 1991     | H. E. Holt                                             |
| 9761 Krautter        | 1991 RR4                 | 13 settembre 1991 | L. D. Schmadel, F. Börngen                             |
| 9762 Hermannhesse    | 1991 RA5                 | 13 settembre 1991 | F. Börngen, L. D. Schmadel                             |
| 9763 -               | 1991 RU17                | 13 settembre 1991 | H. E. Holt                                             |
| 9764 Morgenstern     | 1991 UE5                 | 30 ottobre 1991   | F. Börngen                                             |
| 9765 -               | 1991 XZ                  | 14 dicembre 1991  | H. Shiozawa, M. Kizawa                                 |
| 9766 Bradbury        | 1992 DZ2                 | 24 febbraio 1992  | Spacewatch                                             |
| 9767 Midsomer Norton | 1992 EB1                 | 10 marzo 1992     | D. I. Steel                                            |
| 9768 Stephenmaran    | 1992 GB1                 | 5 aprile 1992     | C. S. Shoemaker, E. M. Shoemaker                       |
| 9769 Nautilus        | 1993 DG2                 | 24 febbraio 1993  | A. Natori, T. Urata                                    |
| 9770 Discovery       | 1993 EE                  | 1 marzo 1993      | T. Urata                                               |
| 9771 -               | 1993 FU17                | 17 marzo 1993     | UESAC                                                  |
| 9772 -               | 1993 MB                  | 16 giugno 1993    | T. B. Spahr                                            |
| 9773 -               | 1993 MG1                 | 23 giugno 1993    | E. F. Helin                                            |
| 9774 Annjudge        | 1993 NO                  | 12 luglio 1993    | E. W. Elst                                             |
| 9775 Joeferguson     | 1993 OH12                | 19 luglio 1993    | E. W. Elst                                             |
| 9776 -               | 1993 VL3                 | 11 novembre 1993  | S. Ueda, H. Kaneda                                     |
| 9777 Enterprise      | 1994 OB                  | 31 luglio 1994    | Y. Shimizu, T. Urata                                   |
| 9778 Isabelallende   | 1994 PA19                | 12 agosto 1994    | E. W. Elst                                             |
| 9779 -               | 1994 RA11                | 1 settembre 1994  | S. Ueda, H. Kaneda                                     |
| 9780 Bandersnatch    | 1994 SB                  | 25 settembre 1994 | Y. Shimizu, T. Urata                                   |
| 9781 Jubjubbird      | 1994 UB1                 | 31 ottobre 1994   | Y. Shimizu, T. Urata                                   |
| 9782 Edo             | 1994 WM                  | 25 novembre 1994  | T. Kobayashi                                           |
| 9783 Tensho-kan      | 1994 YD1                 | 28 dicembre 1994  | T. Kobayashi                                           |
| 9784 Yotsubashi      | 1994 YJ1                 | 31 dicembre 1994  | T. Kobayashi                                           |
| 9785 Senjikan        | 1994 YX1                 | 31 dicembre 1994  | T. Kobayashi                                           |
| 9786 Gakutensoku     | 1995 BB                  | 19 gennaio 1995   | T. Kobayashi                                           |
| 9787 -               | 1995 BA3                 | 27 gennaio 1995   | S. Ueda, H. Kaneda                                     |
| 9788 Yagami          | 1995 EQ1                 | 11 marzo 1995     | T. Kobayashi                                           |
| 9789 -               | 1995 GO7                 | 4 aprile 1995     | S. Ueda, H. Kaneda                                     |
| 9790 Deipyrus        | 1995 OK8                 | 25 luglio 1995    | Spacewatch                                             |
| 9791 Kamiyakurai     | 1995 YD1                 | 21 dicembre 1995  | T. Kobayashi                                           |
| 9792 Nonodakesan     | 1996 BX1                 | 23 gennaio 1996   | T. Kobayashi                                           |
| 9793 Torvalds        | 1996 BW4                 | 16 gennaio 1996   | Spacewatch                                             |
| 9794 -               | 1996 FO5                 | 25 marzo 1996     | Beijing Schmidt CCD Asteroid Program                   |
| 9795 Deprez          | 1996 GJ19                | 15 aprile 1996    | E. W. Elst                                             |
| 9796 Robotti         | 1996 HW                  | 19 aprile 1996    | F. Manca, P. Chiavenna                                 |
| 9797 Raes            | 1996 HR21                | 18 aprile 1996    | E. W. Elst                                             |
| 9798 -               | 1996 JK                  | 8 maggio 1996     | S. Ueda, H. Kaneda                                     |
| 9799 Thronium        | 1996 RJ                  | 8 settembre 1996  | T. B. Spahr                                            |
| 9800 Shigetoshi      | 1997 ES2                 | 4 marzo 1997      | T. Kobayashi                                           |

## 9801-9900
| Nome               | Designazione provvisoria | Data di scoperta  | Scopritore                                             |
| ------------------ | ------------------------ | ----------------- | ------------------------------------------------------ |
| 9801 -             | 1997 FX3                 | 31 marzo 1997     | LINEAR                                                 |
| 9802 -             | 1997 GQ6                 | 2 aprile 1997     | LINEAR                                                 |
| 9803 -             | 1997 GL8                 | 2 aprile 1997     | LINEAR                                                 |
| 9804 Shrikulkarni  | 1997 NU                  | 1 luglio 1997     | E. O. Ofek                                             |
| 9805 -             | 1997 NZ                  | 1 luglio 1997     | Beijing Schmidt CCD Asteroid Program                   |
| 9806 -             | 1997 NR6                 | 10 luglio 1997    | Beijing Schmidt CCD Asteroid Program                   |
| 9807 Rhene         | 1997 SJ4                 | 27 settembre 1997 | T. Kobayashi                                           |
| 9808 Navamijain    | 1998 QS70                | 24 agosto 1998    | LINEAR                                                 |
| 9809 Jimdarwin     | 1998 RZ5                 | 13 settembre 1998 | LONEOS                                                 |
| 9810 Elanfiller    | 1998 RJ65                | 14 settembre 1998 | LINEAR                                                 |
| 9811 Cavadore      | 1998 ST                  | 16 settembre 1998 | ODAS                                                   |
| 9812 Danco         | 1998 SJ144               | 18 settembre 1998 | E. W. Elst                                             |
| 9813 Rozgaj        | 1998 TP5                 | 13 ottobre 1998   | K. Korlević                                            |
| 9814 Ivobenko      | 1998 UU18                | 23 ottobre 1998   | K. Korlević                                            |
| 9815 Mariakirch    | 2079 P-L                 | 24 settembre 1960 | C. J. van Houten, I. van Houten-Groeneveld, T. Gehrels |
| 9816 von Matt      | 2643 P-L                 | 24 settembre 1960 | C. J. van Houten, I. van Houten-Groeneveld, T. Gehrels |
| 9817 Thersander    | 6540 P-L                 | 24 settembre 1960 | C. J. van Houten, I. van Houten-Groeneveld, T. Gehrels |
| 9818 Eurymachos    | 6591 P-L                 | 24 settembre 1960 | C. J. van Houten, I. van Houten-Groeneveld, T. Gehrels |
| 9819 Sangerhausen  | 2172 T-1                 | 25 marzo 1971     | C. J. van Houten, I. van Houten-Groeneveld, T. Gehrels |
| 9820 Hempel        | 3064 T-1                 | 26 marzo 1971     | C. J. van Houten, I. van Houten-Groeneveld, T. Gehrels |
| 9821 Gitakresáková | 4033 T-1                 | 26 marzo 1971     | C. J. van Houten, I. van Houten-Groeneveld, T. Gehrels |
| 9822 Hajduková     | 4114 T-1                 | 26 marzo 1971     | C. J. van Houten, I. van Houten-Groeneveld, T. Gehrels |
| 9823 Annantalová   | 4271 T-1                 | 26 marzo 1971     | C. J. van Houten, I. van Houten-Groeneveld, T. Gehrels |
| 9824 Marylea       | 3033 T-2                 | 30 settembre 1973 | C. J. van Houten, I. van Houten-Groeneveld, T. Gehrels |
| 9825 Oetken        | 1214 T-3                 | 17 ottobre 1977   | C. J. van Houten, I. van Houten-Groeneveld, T. Gehrels |
| 9826 Ehrenfreund   | 2114 T-3                 | 16 ottobre 1977   | C. J. van Houten, I. van Houten-Groeneveld, T. Gehrels |
| 9827 -             | 1958 TL1                 | 8 ottobre 1958    | LONEOS                                                 |
| 9828 Antimachos    | 1973 SS                  | 19 settembre 1973 | C. J. van Houten, I. van Houten-Groeneveld, T. Gehrels |
| 9829 Murillo       | 1973 SJ1                 | 19 settembre 1973 | C. J. van Houten, I. van Houten-Groeneveld, T. Gehrels |
| 9830 Franciswasiak | 1978 VE11                | 7 novembre 1978   | E. F. Helin, S. J. Bus                                 |
| 9831 Simongreen    | 1979 QZ                  | 22 agosto 1979    | C.-I. Lagerkvist                                       |
| 9832 Xiaobinwang   | 1981 EH3                 | 2 marzo 1981      | S. J. Bus                                              |
| 9833 Rilke         | 1982 DW3                 | 21 febbraio 1982  | F. Börngen                                             |
| 9834 Kirsanov      | 1982 TS1                 | 14 ottobre 1982   | L. G. Karachkina                                       |
| 9835 -             | 1984 UD                  | 17 ottobre 1984   | Z. Vávrová                                             |
| 9836 Aarseth       | 1985 TU                  | 15 ottobre 1985   | E. Bowell                                              |
| 9837 Jerryhorow    | 1986 AA2                 | 12 gennaio 1986   | I. K. Horowitz                                         |
| 9838 Falz-Fein     | 1987 RN6                 | 4 settembre 1987  | L. V. Zhuravleva                                       |
| 9839 Crabbegat     | 1988 CT2                 | 11 febbraio 1988  | E. W. Elst                                             |
| 9840 -             | 1988 RQ2                 | 8 settembre 1988  | P. Jensen                                              |
| 9841 Mašek         | 1988 UT                  | 18 ottobre 1988   | Z. Vávrová                                             |
| 9842 Funakoshi     | 1989 AS1                 | 15 gennaio 1989   | K. Endate, K. Watanabe                                 |
| 9843 Braidwood     | 1989 AL3                 | 4 gennaio 1989    | R. H. McNaught                                         |
| 9844 Otani         | 1989 WF1                 | 23 novembre 1989  | Y. Kushida, O. Muramatsu                               |
| 9845 Okamuraosamu  | 1990 FM1                 | 27 marzo 1990     | K. Endate, K. Watanabe                                 |
| 9846 -             | 1990 OS1                 | 29 luglio 1990    | H. E. Holt                                             |
| 9847 -             | 1990 QJ5                 | 25 agosto 1990    | H. E. Holt                                             |
| 9848 Yugra         | 1990 QX17                | 26 agosto 1990    | L. V. Zhuravleva                                       |
| 9849 -             | 1990 RF2                 | 14 settembre 1990 | H. E. Holt                                             |
| 9850 Ralphcopeland | 1990 TM5                 | 9 ottobre 1990    | R. H. McNaught                                         |
| 9851 Sakamoto      | 1990 UG3                 | 24 ottobre 1990   | K. Endate, K. Watanabe                                 |
| 9852 Gora          | 1990 YX                  | 24 dicembre 1990  | T. Seki                                                |
| 9853 l'Épée        | 1991 AN2                 | 7 gennaio 1991    | R. H. McNaught                                         |
| 9854 Karlheinz     | 1991 AC3                 | 15 gennaio 1991   | F. Börngen                                             |
| 9855 Thomasdick    | 1991 CU                  | 7 febbraio 1991   | R. H. McNaught                                         |
| 9856 -             | 1991 EE                  | 13 marzo 1991     | Spacewatch                                             |
| 9857 Hecamede      | 1991 EN                  | 10 marzo 1991     | R. H. McNaught                                         |
| 9858 -             | 1991 OL1                 | 18 luglio 1991    | H. Debehogne                                           |
| 9859 Van Lierde    | 1991 PE5                 | 3 agosto 1991     | E. W. Elst                                             |
| 9860 Archaeopteryx | 1991 PW9                 | 6 agosto 1991     | E. W. Elst                                             |
| 9861 Jahreiss      | 1991 RB3                 | 9 settembre 1991  | L. D. Schmadel, F. Börngen                             |
| 9862 -             | 1991 RA6                 | 13 settembre 1991 | H. E. Holt                                             |
| 9863 Reichardt     | 1991 RJ7                 | 13 settembre 1991 | F. Börngen, L. D. Schmadel                             |
| 9864 -             | 1991 RT17                | 13 settembre 1991 | H. E. Holt                                             |
| 9865 Akiraohta     | 1991 TP1                 | 3 ottobre 1991    | K. Suzuki, T. Urata                                    |
| 9866 Kanaimitsuo   | 1991 TV4                 | 15 ottobre 1991   | S. Otomo                                               |
| 9867 -             | 1991 VM                  | 3 novembre 1991   | A. Natori, T. Urata                                    |
| 9868 -             | 1991 VP1                 | 4 novembre 1991   | S. Ueda, H. Kaneda                                     |
| 9869 Yadoumaru     | 1992 CD1                 | 9 febbraio 1992   | K. Endate, K. Watanabe                                 |
| 9870 Maehata       | 1992 DA                  | 24 febbraio 1992  | T. Seki                                                |
| 9871 Jeon          | 1992 DG1                 | 28 febbraio 1992  | T. Fujii, K. Watanabe                                  |
| 9872 Solf          | 1992 DJ4                 | 27 febbraio 1992  | F. Börngen                                             |
| 9873 Freundlich    | 1992 GH                  | 9 aprile 1992     | R. H. McNaught                                         |
| 9874 -             | 1993 FG23                | 21 marzo 1993     | UESAC                                                  |
| 9875 -             | 1993 FH25                | 21 marzo 1993     | UESAC                                                  |
| 9876 -             | 1993 FY37                | 19 marzo 1993     | UESAC                                                  |
| 9877 -             | 1993 ST3                 | 18 settembre 1993 | H. E. Holt                                             |
| 9878 Sostero       | 1994 FQ                  | 17 marzo 1994     | Osservatorio di Farra d'Isonzo                         |
| 9879 Mammuthus     | 1994 PZ29                | 12 agosto 1994    | E. W. Elst                                             |
| 9880 Stegosaurus   | 1994 PQ31                | 12 agosto 1994    | E. W. Elst                                             |
| 9881 Sampson       | 1994 SE                  | 25 settembre 1994 | R. H. McNaught                                         |
| 9882 Stallman      | 1994 SS9                 | 28 settembre 1994 | Spacewatch                                             |
| 9883 Veecas        | 1994 TU1                 | 8 ottobre 1994    | J. E. Rogers                                           |
| 9884 Příbram       | 1994 TN3                 | 12 ottobre 1994   | M. Tichý, Z. Moravec                                   |
| 9885 Linux         | 1994 TM14                | 12 ottobre 1994   | Spacewatch                                             |
| 9886 Aoyagi        | 1994 VM7                 | 8 novembre 1994   | S. Otomo                                               |
| 9887 Ashikaga      | 1995 AH                  | 2 gennaio 1995    | T. Kobayashi                                           |
| 9888 -             | 1995 CD                  | 1 febbraio 1995   | T. Kobayashi                                           |
| 9889 -             | 1995 FG1                 | 28 marzo 1995     | S. Ueda, H. Kaneda                                     |
| 9890 -             | 1995 SY2                 | 20 settembre 1995 | S. Ueda, H. Kaneda                                     |
| 9891 Stephensmith  | 1995 XN1                 | 15 dicembre 1995  | T. Kobayashi                                           |
| 9892 Meigetsuki    | 1995 YN3                 | 27 dicembre 1995  | T. Kobayashi                                           |
| 9893 Sagano        | 1996 AA1                 | 12 gennaio 1996   | T. Kobayashi                                           |
| 9894 -             | 1996 BS1                 | 23 gennaio 1996   | T. Kobayashi                                           |
| 9895 -             | 1996 BR3                 | 27 gennaio 1996   | T. Kobayashi                                           |
| 9896 -             | 1996 BL17                | 22 gennaio 1996   | Lincoln Laboratory ETS                                 |
| 9897 Malerba       | 1996 CX7                 | 14 febbraio 1996  | M. Tombelli, U. Munari                                 |
| 9898 Yoshiro       | 1996 DF                  | 18 febbraio 1996  | T. Kobayashi                                           |
| 9899 Greaves       | 1996 EH                  | 12 marzo 1996     | R. H. McNaught                                         |
| 9900 Llull         | 1997 LL6                 | 13 giugno 1997    | M. Blasco                                              |

## 9901-10000
| Nome                | Designazione provvisoria | Data di scoperta  | Scopritore                                             |
| ------------------- | ------------------------ | ----------------- | ------------------------------------------------------ |
| 9901 -              | 1997 NV                  | 1 luglio 1997     | Osservatorio di Kleť                                   |
| 9902 Kirkpatrick    | 1997 NY                  | 3 luglio 1997     | P. G. Comba                                            |
| 9903 Leonhardt      | 1997 NA1                 | 4 luglio 1997     | P. G. Comba                                            |
| 9904 Mauratombelli  | 1997 OC1                 | 29 luglio 1997    | A. Boattini, L. Tesi                                   |
| 9905 Tiziano        | 4611 P-L                 | 24 settembre 1960 | C. J. van Houten, I. van Houten-Groeneveld, T. Gehrels |
| 9906 Tintoretto     | 6523 P-L                 | 26 settembre 1960 | C. J. van Houten, I. van Houten-Groeneveld, T. Gehrels |
| 9907 Oileus         | 6541 P-L                 | 24 settembre 1960 | C. J. van Houten, I. van Houten-Groeneveld, T. Gehrels |
| 9908 Aue            | 2140 T-1                 | 25 marzo 1971     | C. J. van Houten, I. van Houten-Groeneveld, T. Gehrels |
| 9909 Eschenbach     | 4355 T-1                 | 26 marzo 1971     | C. J. van Houten, I. van Houten-Groeneveld, T. Gehrels |
| 9910 Vogelweide     | 3181 T-2                 | 30 settembre 1973 | C. J. van Houten, I. van Houten-Groeneveld, T. Gehrels |
| 9911 Quantz         | 4129 T-2                 | 29 settembre 1973 | C. J. van Houten, I. van Houten-Groeneveld, T. Gehrels |
| 9912 Donizetti      | 2078 T-3                 | 16 ottobre 1977   | C. J. van Houten, I. van Houten-Groeneveld, T. Gehrels |
| 9913 Humperdinck    | 4071 T-3                 | 16 ottobre 1977   | C. J. van Houten, I. van Houten-Groeneveld, T. Gehrels |
| 9914 Obukhova       | 1976 UJ4                 | 28 ottobre 1976   | L. V. Zhuravleva                                       |
| 9915 Potanin        | 1977 RD2                 | 8 settembre 1977  | N. S. Chernykh                                         |
| 9916 Kibirev        | 1978 TR2                 | 3 ottobre 1978    | N. S. Chernykh                                         |
| 9917 Keynes         | 1979 MK                  | 26 giugno 1979    | C. Torres                                              |
| 9918 Timtrenkle     | 1979 MK3                 | 25 giugno 1979    | E. F. Helin, S. J. Bus                                 |
| 9919 Undset         | 1979 QF1                 | 22 agosto 1979    | C.-I. Lagerkvist                                       |
| 9920 Bagnulo        | 1981 EZ10                | 1 marzo 1981      | S. J. Bus                                              |
| 9921 Rubincam       | 1981 EO18                | 2 marzo 1981      | S. J. Bus                                              |
| 9922 Catcheller     | 1981 EO21                | 2 marzo 1981      | S. J. Bus                                              |
| 9923 Ronaldthiel    | 1981 EB24                | 7 marzo 1981      | S. J. Bus                                              |
| 9924 Corrigan       | 1981 EM24                | 2 marzo 1981      | S. J. Bus                                              |
| 9925 Juliehoskin    | 1981 EU24                | 2 marzo 1981      | S. J. Bus                                              |
| 9926 Desch          | 1981 EU41                | 2 marzo 1981      | S. J. Bus                                              |
| 9927 Tyutchev       | 1981 TW1                 | 3 ottobre 1981    | L. G. Karachkina                                       |
| 9928 -              | 1981 WE9                 | 16 novembre 1981  | Osservatorio di Perth                                  |
| 9929 McConnell      | 1982 DP1                 | 24 febbraio 1982  | Osservatorio di Oak Ridge                              |
| 9930 Billburrows    | 1984 CP                  | 5 febbraio 1984   | E. Bowell                                              |
| 9931 Herbhauptman   | 1985 HH                  | 18 aprile 1985    | A. Mrkos                                               |
| 9932 Kopylov        | 1985 QP5                 | 23 agosto 1985    | N. S. Chernykh                                         |
| 9933 Alekseev       | 1985 SM3                 | 19 settembre 1985 | N. S. Chernykh, L. I. Chernykh                         |
| 9934 Caccioppoli    | 1985 UC                  | 20 ottobre 1985   | E. Bowell                                              |
| 9935 -              | 1986 CP1                 | 4 febbraio 1986   | H. Debehogne                                           |
| 9936 Al-Biruni      | 1986 PN4                 | 8 agosto 1986     | E. W. Elst, V. G. Ivanova                              |
| 9937 Triceratops    | 1988 DJ2                 | 17 febbraio 1988  | E. W. Elst                                             |
| 9938 Kretlow        | 1988 KA                  | 18 maggio 1988    | W. Landgraf                                            |
| 9939 -              | 1988 VK                  | 3 novembre 1988   | T. Kojima                                              |
| 9940 -              | 1988 VM3                 | 11 novembre 1988  | Y. Oshima                                              |
| 9941 Iguanodon      | 1989 CB3                 | 4 febbraio 1989   | E. W. Elst                                             |
| 9942 -              | 1989 TM1                 | 8 ottobre 1989    | T. Hioki, N. Kawasato                                  |
| 9943 Bizan          | 1989 UG3                 | 29 ottobre 1989   | M. Iwamoto, T. Furuta                                  |
| 9944 -              | 1990 DA3                 | 24 febbraio 1990  | H. Debehogne                                           |
| 9945 Karinaxavier   | 1990 KX                  | 21 maggio 1990    | E. F. Helin                                            |
| 9946 -              | 1990 ON2                 | 29 luglio 1990    | H. E. Holt                                             |
| 9947 Takaishuji     | 1990 QB                  | 17 agosto 1990    | E. F. Helin                                            |
| 9948 -              | 1990 QB2                 | 22 agosto 1990    | H. E. Holt                                             |
| 9949 Brontosaurus   | 1990 SK6                 | 22 settembre 1990 | E. W. Elst                                             |
| 9950 ESA            | 1990 VB                  | 8 novembre 1990   | C. Pollas                                              |
| 9951 Tyrannosaurus  | 1990 VK5                 | 15 novembre 1990  | E. W. Elst                                             |
| 9952 -              | 1991 AK                  | 9 gennaio 1991    | M. Arai, H. Mori                                       |
| 9953 -              | 1991 EB                  | 7 marzo 1991      | S. Ueda, H. Kaneda                                     |
| 9954 Brachiosaurus  | 1991 GX7                 | 8 aprile 1991     | E. W. Elst                                             |
| 9955 -              | 1991 PU11                | 7 agosto 1991     | H. E. Holt                                             |
| 9956 Castellaz      | 1991 TX4                 | 5 ottobre 1991    | L. D. Schmadel, F. Börngen                             |
| 9957 Raffaellosanti | 1991 TO13                | 6 ottobre 1991    | F. Börngen                                             |
| 9958 -              | 1991 VL1                 | 4 novembre 1991   | S. Ueda, H. Kaneda                                     |
| 9959 -              | 1991 VF2                 | 9 novembre 1991   | S. Ueda, H. Kaneda                                     |
| 9960 Sekine         | 1991 VE4                 | 4 novembre 1991   | S. Otomo                                               |
| 9961 -              | 1991 XK                  | 4 dicembre 1991   | S. Ueda, H. Kaneda                                     |
| 9962 Pfau           | 1991 YL1                 | 28 dicembre 1991  | F. Börngen                                             |
| 9963 Sandage        | 1992 AN                  | 9 gennaio 1992    | E. F. Helin                                            |
| 9964 Hideyonoguchi  | 1992 CF1                 | 13 febbraio 1992  | T. Seki                                                |
| 9965 GNU            | 1992 EF2                 | 5 marzo 1992      | Spacewatch                                             |
| 9966 -              | 1992 ES13                | 2 marzo 1992      | UESAC                                                  |
| 9967 Awanoyumi      | 1992 FV1                 | 31 marzo 1992     | K. Endate, K. Watanabe                                 |
| 9968 Serpe          | 1992 JS2                 | 4 maggio 1992     | H. Debehogne                                           |
| 9969 Braille        | 1992 KD                  | 27 maggio 1992    | E. F. Helin, K. J. Lawrence                            |
| 9970 -              | 1992 ST1                 | 26 settembre 1992 | A. Sugie                                               |
| 9971 Ishihara       | 1993 HS                  | 16 aprile 1993    | K. Endate, K. Watanabe                                 |
| 9972 Minoruoda      | 1993 KQ                  | 26 maggio 1993    | S. Otomo                                               |
| 9973 Szpilman       | 1993 NB2                 | 12 luglio 1993    | E. W. Elst                                             |
| 9974 Brody          | 1993 OG13                | 19 luglio 1993    | E. W. Elst                                             |
| 9975 Takimotokoso   | 1993 RZ1                 | 12 settembre 1993 | K. Endate, K. Watanabe                                 |
| 9976 -              | 1993 TQ                  | 9 ottobre 1993    | S. Shirai, S. Hayakawa                                 |
| 9977 Kentakunimoto  | 1994 AH                  | 2 gennaio 1994    | T. Kobayashi                                           |
| 9978 -              | 1994 AJ1                 | 7 gennaio 1994    | T. Kobayashi                                           |
| 9979 -              | 1994 VT                  | 3 novembre 1994   | T. Kobayashi                                           |
| 9980 -              | 1995 BQ3                 | 31 gennaio 1995   | T. Kobayashi                                           |
| 9981 Kudo           | 1995 BS3                 | 31 gennaio 1995   | T. Kobayashi                                           |
| 9982 -              | 1995 CH                  | 1 febbraio 1995   | T. Kobayashi                                           |
| 9983 Rickfienberg   | 1995 DA                  | 19 febbraio 1995  | D. di Cicco                                            |
| 9984 Gregbryant     | 1996 HT                  | 18 aprile 1996    | R. H. McNaught, J. B. Child                            |
| 9985 Akiko          | 1996 JF                  | 12 maggio 1996    | R. H. McNaught, H. Abe                                 |
| 9986 Hirokun        | 1996 NX                  | 12 luglio 1996    | H. Shiozawa, T. Urata                                  |
| 9987 Peano          | 1997 OO1                 | 29 luglio 1997    | P. G. Comba                                            |
| 9988 Erictemplebell | 1997 RX6                 | 9 settembre 1997  | P. G. Comba                                            |
| 9989 -              | 1997 SG16                | 27 settembre 1997 | N. Kawasato                                            |
| 9990 Niiyaeki       | 1997 SO17                | 30 settembre 1997 | T. Okuni                                               |
| 9991 Anežka         | 1997 TY7                 | 5 ottobre 1997    | Z. Moravec                                             |
| 9992 -              | 1997 TG19                | 8 ottobre 1997    | T. Kagawa, T. Urata                                    |
| 9993 Kumamoto       | 1997 VX5                 | 6 novembre 1997   | J. Kobayashi                                           |
| 9994 Grotius        | 4028 P-L                 | 24 settembre 1960 | C. J. van Houten, I. van Houten-Groeneveld, T. Gehrels |
| 9995 Alouette       | 4805 P-L                 | 24 settembre 1960 | C. J. van Houten, I. van Houten-Groeneveld, T. Gehrels |
| 9996 ANS            | 9070 P-L                 | 17 ottobre 1960   | C. J. van Houten, I. van Houten-Groeneveld, T. Gehrels |
| 9997 COBE           | 1217 T-1                 | 25 marzo 1971     | C. J. van Houten, I. van Houten-Groeneveld, T. Gehrels |
| 9998 ISO            | 1293 T-1                 | 25 marzo 1971     | C. J. van Houten, I. van Houten-Groeneveld, T. Gehrels |
| 9999 Wiles          | 4196 T-2                 | 29 settembre 1973 | C. J. van Houten, I. van Houten-Groeneveld, T. Gehrels |
| 10000 Myriostos     | 1951 SY                  | 30 settembre 1951 | A. G. Wilson                                           |